# جنرال داینامیکس اف-۱۶ فایتینگ فالکن
جنرال داینامیکس اف-۱۶ فایتینگ فالکن (به انگلیسی: General Dynamics F-16 Fighting Falcon) به معنای شاهین مبارز، جت جنگندهٔ چندمنظورهٔ تک موتورهٔ مافوق صوت است که توانایی عملیات در تمام شرایط آب و هوایی را دارا است؛ این جنگنده توانمند توسط شرکت جنرال داینامیکس به سفارش دولت ایالات متحده آمریکا در دههٔ ۱۹۷۰ طراحی کرد. نخستین پرواز این هواپیما در سال ۱۹۷۴ انجام شده و چهار سال بعد تحت عنوان اسکادران۳۴ وارد فعالیت رسمی در نیروی هوایی ایالات متحده آمریکا شد. از سال ۱۹۹۳ در پی فروش بخش هواپیمایی جنرال داینامیکس به شرکت لاکهید این هواپیما در لاکهید مارتین تولید می‌شود.
اف-۱۶ به‌عنوان یک جنگنده سبک و ساده و ارزان برای نیروی هوایی آمریکا طراحی شده که بتوان شمار بسیاری از آن را در اختیار داشته و از این طریق برتری هوایی را به دست آورد. تا امروز بیش از ۴۵۰۰ فروند از این هواپیما تولید شده و واپسین خریدار آن نیز عراق است که ۱۸ فروند اف-۱۶ سفارش داده‌است. در مجموع ۲۵ کشور از این هواپیما استفاده می‌کنند و مدل‌هائی از آن در ژاپن و ترکیه هم تولید می‌شود. در سال ۲۰۰۹ در مجموع ۲۳۰۹ فروند اف-۱۶ در کشورهای مختلف جهان عملیاتی بوده‌اند که این رقم بیشتر از هر هواپیمای جنگی دیگر است و به این معنا است که ۱۵ درصد از کل هواپیماهای جنگی جهان را اف-۱۶ها تشکیل می‌دهند. این جنگنده در مقایسه با دیگر جنگنده‌های مشابه، اقتصادی و مقرون به صرفه است.

## طراحی

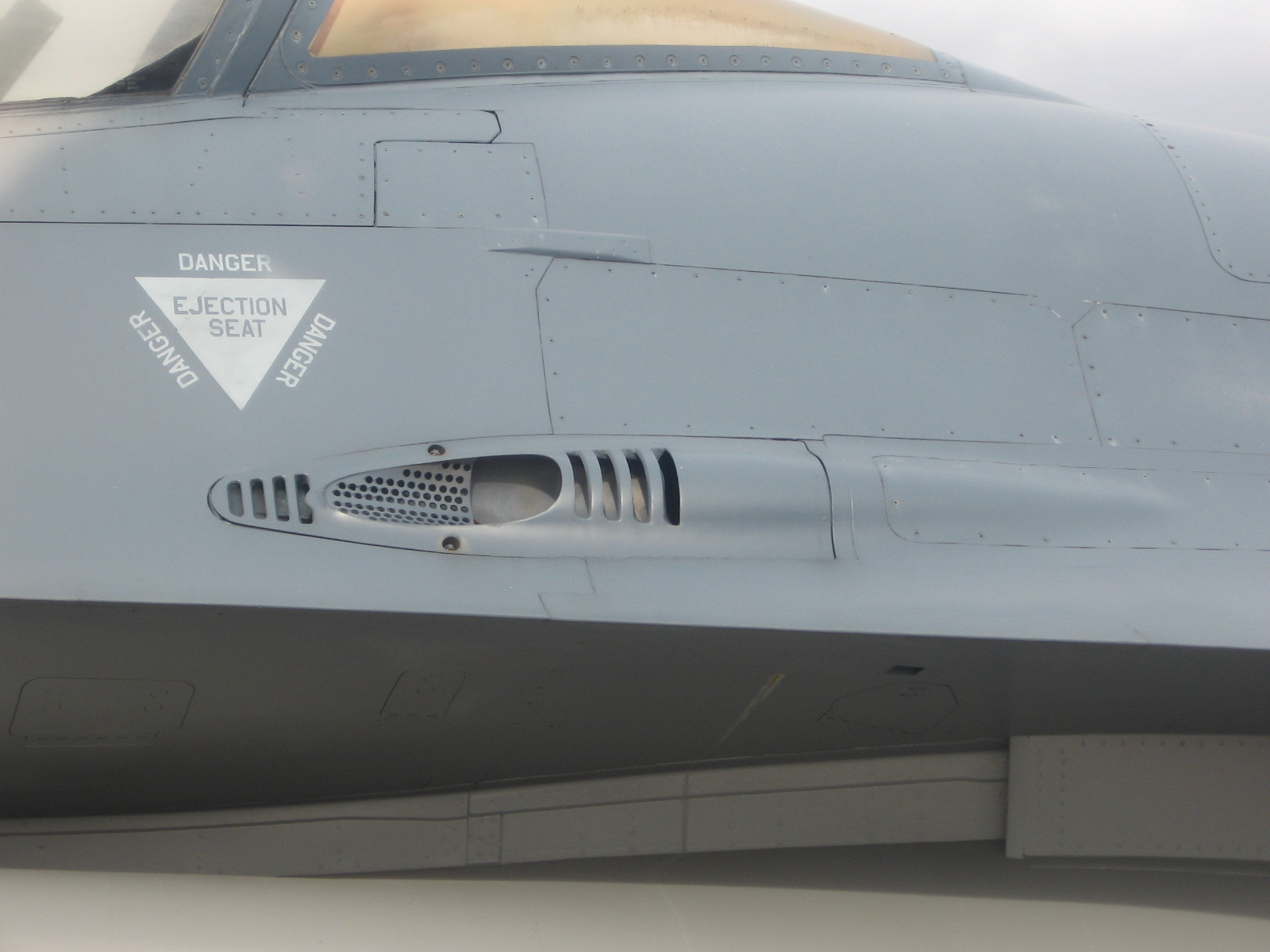

### نمای کلی
جنگنده اف-۱۶، یک هواپیمای تک‌موتوره تاکتیکی چندمنظوره مافوق‌صوت، با قابلیت مانور بسیار بالائی است. این هواپیما، نسبت به نسل‌های پیشین خود، کوچک‌تر و سبک‌تر است، اما با بهره‌گیری از سامانه‌های پیشرفته هوانوردی و آیرودینامیکی، از جمله استفاده برای نخستین بار از سیستم کنترل پرواز و نیز سامانه پرواز با سیم (fly-by-wire)، توانایی مانوردهی فوق‌العاده‌ای دارد. اف-۱۶، نخستین هواپیمای جنگنده‌ای بود که به‌طور اختصاصی، برای انجام مانورهایی با شتاب ۹ جی طراحی شد که بدین ترتیب، می‌توانست به سرعتی بیش از ۲ ماخ برسد. از نوآوری‌های آن می‌توان به سایبان شفاف بدون قاب جلو برای دید بهتر، اهرم کنترل کناری و صندلی متمایل برای کاهش اثرات شتاب جی بر خلبان اشاره کرد. این هواپیما، به یک توپ داخلی ۲۰ میلی‌متری ام۶۱ ولکان، در بدنه بال چپ مسلح بوده و قابلیت نصب انواع موشک‌ها، بمب‌ها و کپسول‌ها را در جایگاه‌های متعدد خود دارد. نسبت رانش به وزن آن، بالاتر از یک است که امکان صعود سریع و شتاب‌گیری عمودی را فراهم می‌آورد.
اف-۱۶، با هدف کاهش هزینه ساخت و تسهیل در نگهداری آن طراحی شد. ساختار بدنه آن از حدود ۸۰٪ آلیاژ آلومینیوم هوانوردی، ۸٪ فولاد، ۳٪ مواد کامپوزیتی و ۱.۵% تیتانیوم تشکیل شده است. اجزایی همچون فلپ‌های لبه حمله، تثبیت‌کننده‌ها و باله‌های زیرین هواپیما، از ساختار لانه‌زنبوری آلومینیومی و روکش لمینیت، از جنس اپوکسی گرافیت بهره می‌برند. تعداد نقاط اتصال‌های سوخت و مودول‌های قابل تعویض، در مقایسه با نسل پیشین آن، به‌طور چشم‌گیری کاهش یافته و ۸۰٪ پنل‌های قابل دسترس، بدون نیاز بداشتن پایه، قابل باز شدن هستند. ورودی هوا به‌گونه‌ای طراحی شده تا در موقعیتی عقب‌تر از دماغه ولی جلوتر از نقطه‌ای قرار گیرد که موجب کاهش افت جریان هوا و درگیری آیرودینامیکی شود.
هرچند برنامه LWF، عمر مفید سازه را، برای ۴,۰۰۰ ساعت پرواز در نظر گرفته بود، اما مهندسان جنرال داینامیکس، ساختار اف-۱۶ را، برای ۸,۰۰۰ ساعت پرواز، با توان انجام مانورهای ۹ جی و با سوخت کامل داخلی طراحی کردند. این رویکرد، با تغییر مأموریت هواپیما از نبرد هوابه‌هوای چندمنظوره، بسیار مفید واقع شد. تغییرات در کاربری عملیاتی و افزودن سامانه‌های جدید، باعث افزایش وزن و در نتیجه نیاز به برنامه‌های متعدد تقویت بدنه سازی این هواپیما شده است.

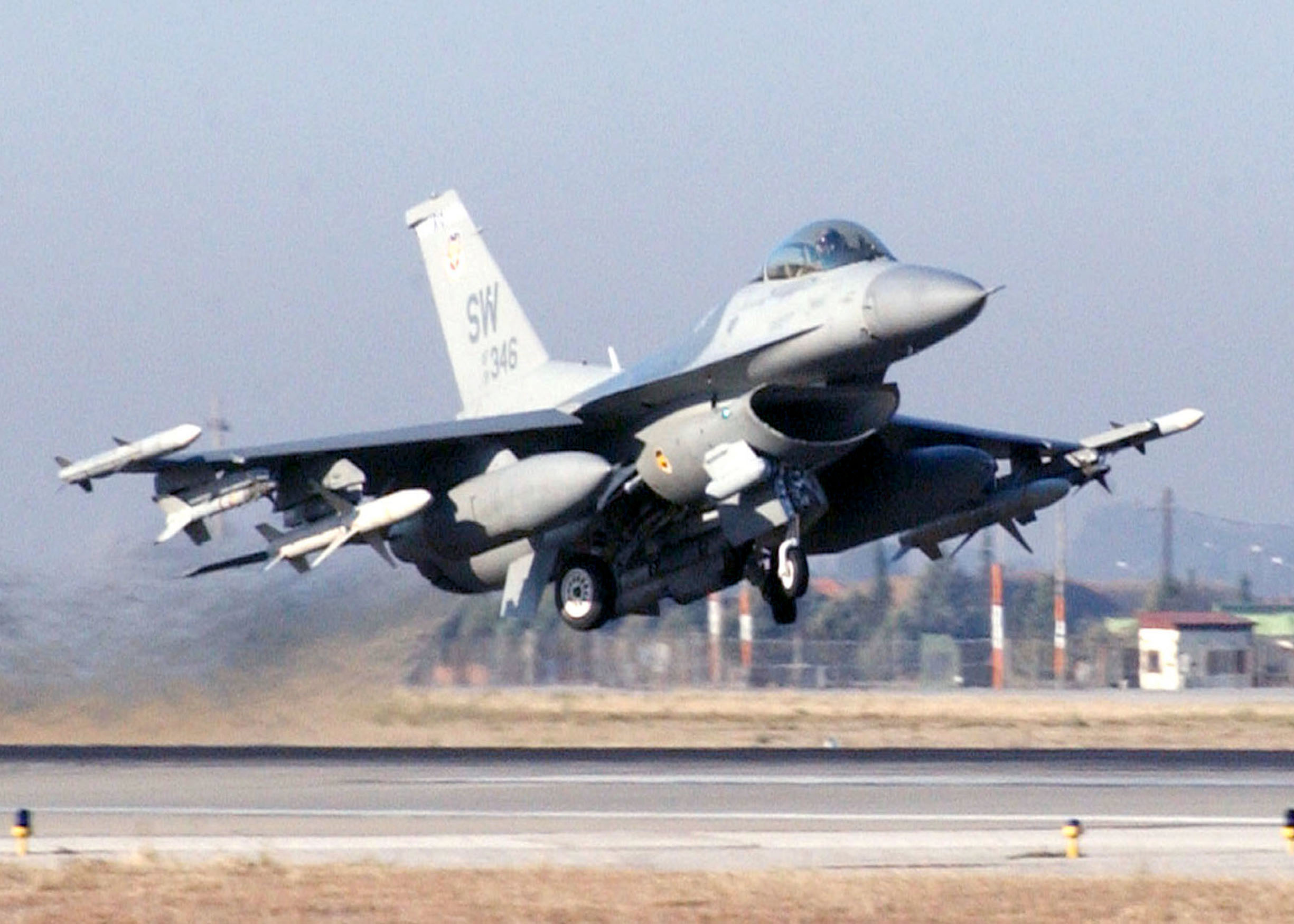

### پیکربندی کلی
اف-۱۶، دارای بال دلتا با نوک کوتاه و ادغام بدنه به بال بوده و در قسمت پیشین بدنه، دارای سطوح گردابی (strake) برای کنترل گردابهای هوائی است. ورودی هوا در زیر بدنه، با صفحه جداکننده ثابت قرار گرفته است که هوا را به موتور توربوفن منتقل می‌کند. این هواپیما دارای دم سه‌گانه معمولی، با دم افقی کاملاً متحرک (stabilator)، دو باله زیرین در عقب بدنه و ارابه فرود سه‌چرخ است. دریچه سوخت‌گیری هوایی، در پشت سایبان حبابی یک‌تکه کابین قرار دارد. ترمز هوایی به‌صورت صفحات شکاف‌دار در انتهای پیوست بال به بدنه و قلاب فرود، در زیر بدنه تعبیه شده‌اند. معمولاً محفظه‌ای در زیر سکان عمودی، تجهیزات جنگ الکترونیکی یا چتر ترمز را در خود جای می‌دهد. مدل‌های بعدی اف-۱۶، دارای پیوست پشتی بلندتری هستند که برای حمل تجهیزات اضافی یا سوخت استفاده می‌شوند.
در دهه ۱۹۶۰، مشخص شد که از پدیده "بالا‌بر شتابی"، می‌توان با استفاده از بال‌های با پس‌گرایی زیاد، به‌منظور دستیابی به زاویه حمله بالائی بهره‌برداری کرد. اف-۱۶ با هدف چالاکی بسیار بالا در نبرد هوایی، از بال دلتا با زاویه پس‌گرایی ۴۰ درجه و لبه عقبی مستقیم بهره می‌برد. بال این هواپیما، دارای قوس متغیری میباشد که توسط فلپ‌های جلو و عقب کنترل شده و توسط یک سامانه کنترل پرواز دیجیتالی تنظیم می‌شود. تغییرات بال توسط نیروی بالا‌بر بدنه کاهش یافته است. باله‌های راهنما (strakes) که از ریشه بال تا جلوی بدنه امتداد دارند، گرداب‌هایی با سرعت بالا ایجاد می‌کنند که با افزایش زاویه حمله، باعث ایجاد نیروی بالا‌برنده بیشتری می‌شوند. این ساختار، امکان استفاده از بال‌های کوچکتر و سبک‌تر را فراهم کرده، نرخ رول را افزایش داده و پایداری جهت‌گیری را بهبود می‌بخشد.

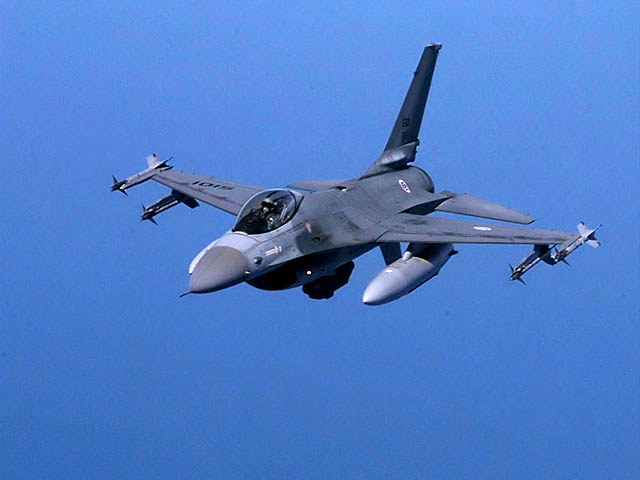

### تسلیحات
اف-۱۶ در ابتدا می‌توانست تا ۶ موشک کوتاه‌برد حرارتی AIM-9 سایدوایندر حمل کند؛ موشک‌های میان‌برد راداری AIM-7 اسپارو نیز در ترکیب تسلیحاتی آن قرار داشتند. مدل‌های جدیدتر، از موشک‌های AIM-120 AMRAAM نیز پشتیبانی می‌کنند که اغلب برای کاهش لرزش نوک بال، بر روی وینگ‌تیپ بال نصب می‌شوند. این جنگنده، قابلیت حمل انواع موشک‌های هوابه‌هوا و هوابه‌زمین، راکت‌ها، بمب‌ها، تجهیزات ECM، کپسول‌های هدف‌گیری و سوخت را دارد. در مجموع، اف-۱۶ دارای ۹ جایگاه نصب تسلیحات است: ۶ زیر بال، ۲ بر روی وینگ‌تیپ بال و ۱ در زیر بدنه. دو موقعیت دیگر زیر بدنه، برای نصب سامانه‌های سنسوری یا راداری در دسترس هستند. توپ ولکان ۲۰ میلی‌متری M61A1 ، در سمت چپ بدنه نصب شده است.

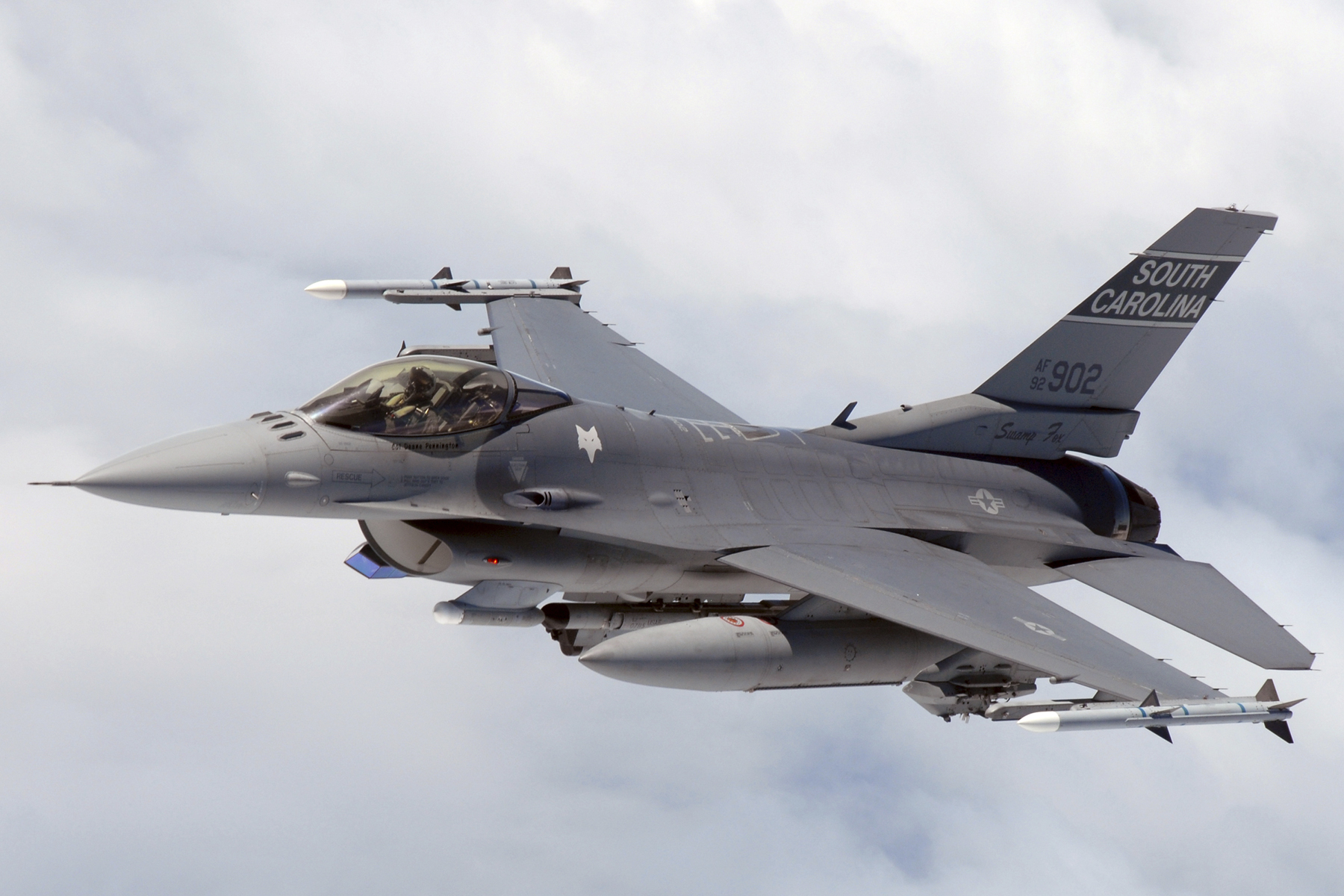

### پایداری هوائی و پرواز با سیم
اف-۱۶، نخستین جنگنده با تولید همگانی است که عمداً با پایداری فضائی و مقاومت کاهش‌یافته هوائی طراحی شده است. این امر برای کاهش کشش و افزایش مانورپذیری صورت گرفت. برخلاف بیشتر هواپیماها که به‌گونه‌ای طراحی می‌شوند که در صورت رها کردن کنترل‌ها، به حالت پایدار بازگردند، اف-۱۶ طوری طراحی شده که ناپایدار باشد و با کمک سامانه پرواز و با سیم چهار کاناله خود، این ناپایداری را جبران کند. این سامانه هزاران بار در ثانیه وضعیت پروازی را اندازه‌گیری کرده و سطوح پروازی را به‌گونه‌ای تنظیم می‌کند که پاسخ به فرمان خلبان، همراه با حفظ پایداری تامین شود.
سامانه کنترل پرواز، دارای محدودکننده‌هایی است که از انجام مانورهایی با فشار بیشتر از ۹ جی، زوایای حمله خطرناک و یا لغزش جلوگیری می‌کند. با وجود این، در شرایط خاصی نظیر سرعت پایین و زاویه حمله بالا، امکان وجود پدیده «انحراف» و افتادن به حالت «سقوط» وجود دارد که در این حالت، هواپیما در وضعیت سقوط تقریباً آزاد قرار گرفته و کنترل سطوح پروازی بی‌اثر می‌شود. در چنین مواردی، محدودکننده‌ها را می‌توان برای بازیابی کنترل غیرفعال کرد.
برخلاف هواپیمای YF-17 که از کنترل‌های مکانیکی-هیدرولیکی پشتیبانی بهره می‌برد، اف-۱۶ فاقد هرگونه اتصال مکانیکی به سطوح کنترل پرواز است و کاملاً به سامانه‌های الکتریکی وابسته است؛ از این رو، به‌عنوان «جنگنده برقی» شهرت یافت. طراحی چهارکاناله این سامانه، امکان ادامه پرواز با از دست رفتن یک کانال را نیز فراهم می‌کند. مدل‌های اولیه دارای رایانه آنالوگ بودند، ولی از مدل C/D بلوک ۴۰ به‌بعد، رایانه دیجیتال جایگزین شد.
سامانه کنترل پرواز اولیه، نسبت به تخلیه الکترواستاتیک و صاعقه حساس بود و تا ۸۰٪، سامانه‌های الکترونیکی مدل‌های C/D آسیب‌پذیر بودند.

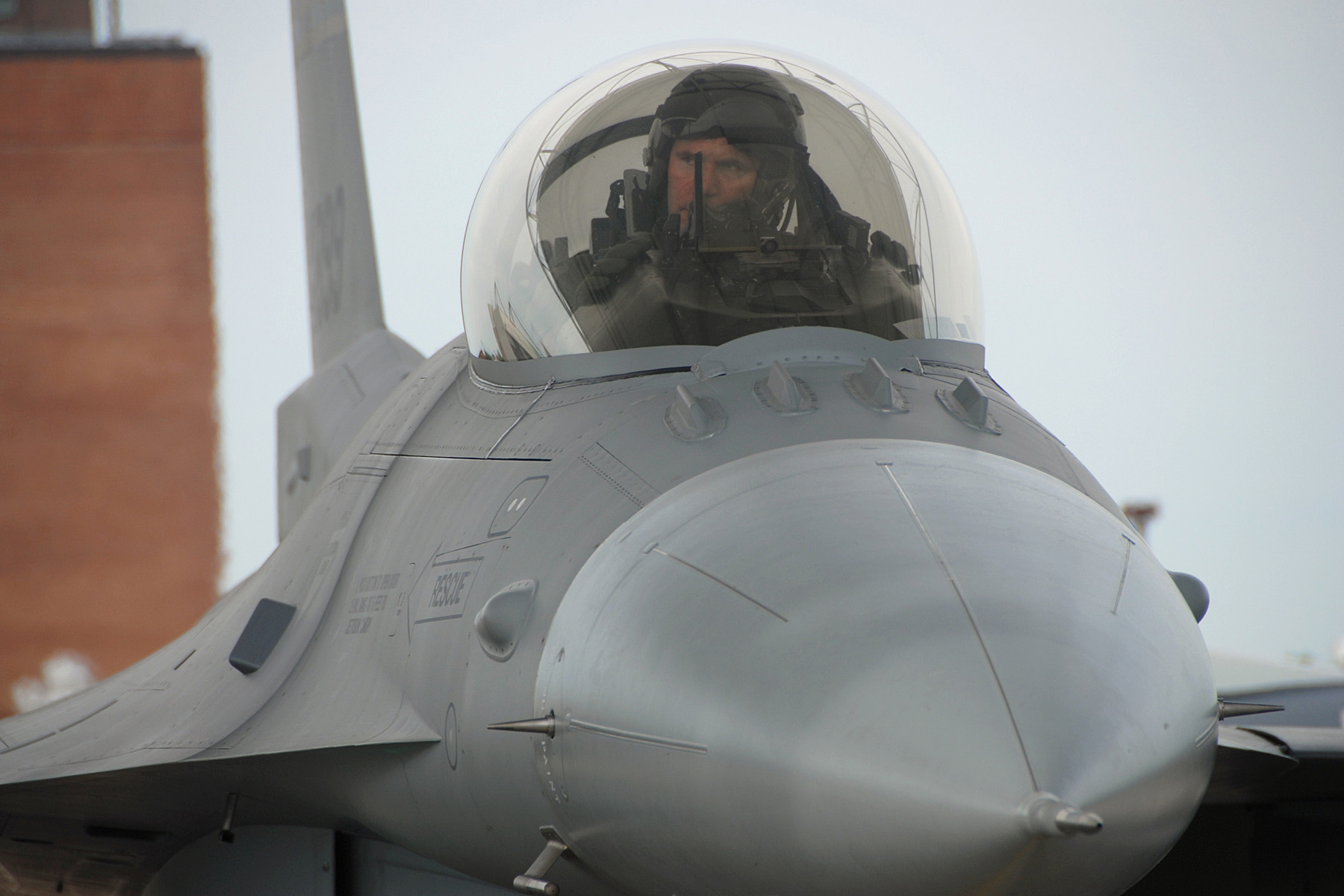

### کابین و ارگونومی
کابین اف-۱۶، دارای دید بی‌نظیری در میان جنگنده‌هاست. سایبان شفاف پلی‌کربنات یک‌تکه آن که در برابر برخورد پرنده ها مقاوم است، یک دید ۳۶۰ درجه‌ای به خلبان می‌دهد. صندلی خلبان با زاویه ۳۰ درجه به عقب متمایل است که تحمل شتاب جی را افزایش میدهد، ولی در ضمن، ممکن است که باعث ناراحتی گردن وی شود. به دلیل این زاویه و ضخامت سایبان، صندلی فاقد شکاف دهنده سایبان است و پیش از پرتاب، سایبان باید بطور کامل جدا شود.

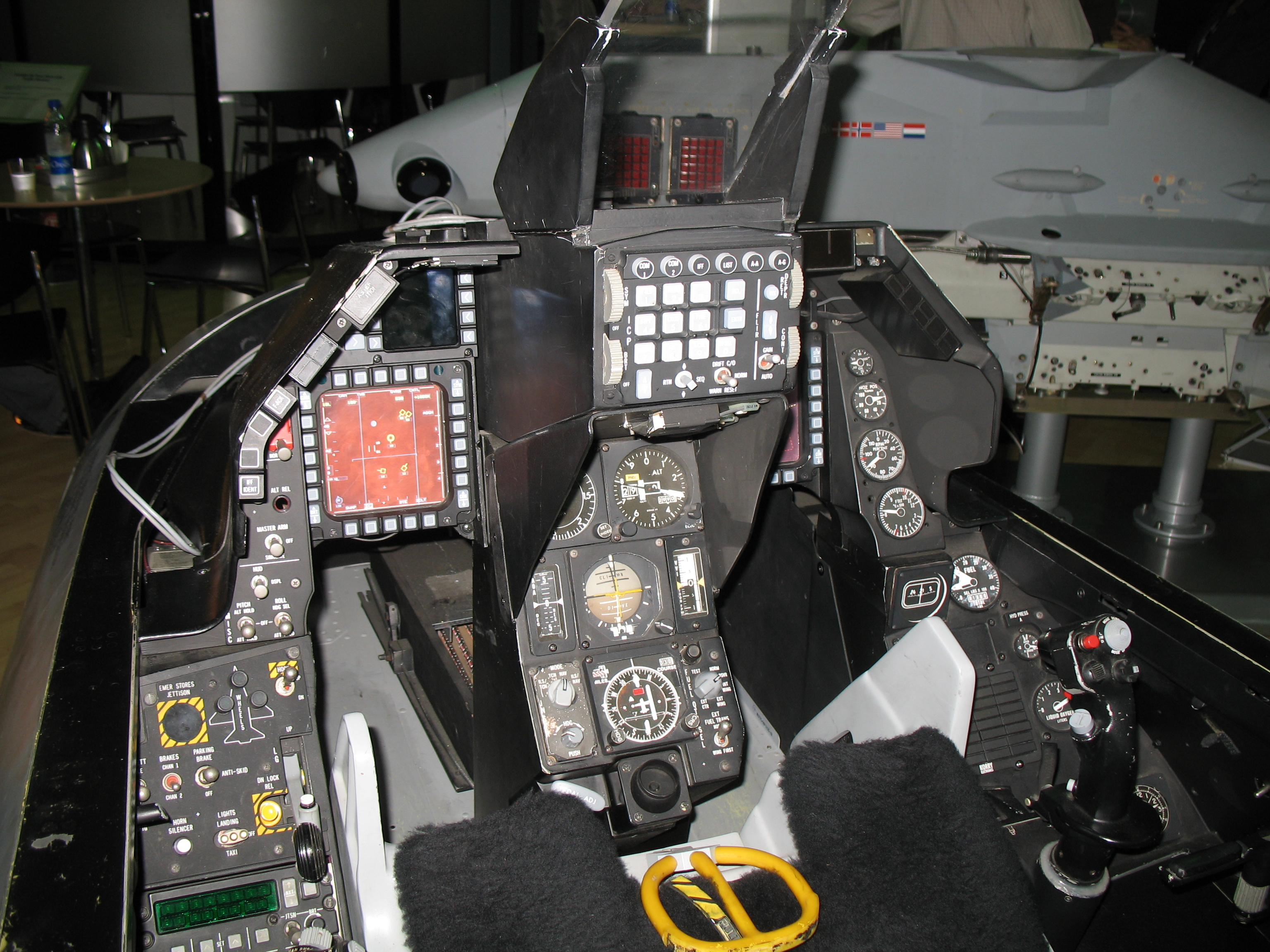

خلبان از اهرم کناری (side-stick) و دسته گاز برای کنترل هواپیما بهره می‌برد؛ پدال‌های معمول سکان نیز به کار می‌روند. برای سهولت در مانورهای پرشتاب، کلیدهای عملکردی متعدد به سامانه HOTAS منتقل شده‌اند. در ابتدا، اهرم کناری بدون حرکت فیزیکی طراحی شده بود، ولی به‌دلیل دشواری سازگاری خلبانان با آن، کمی جابجا شد.

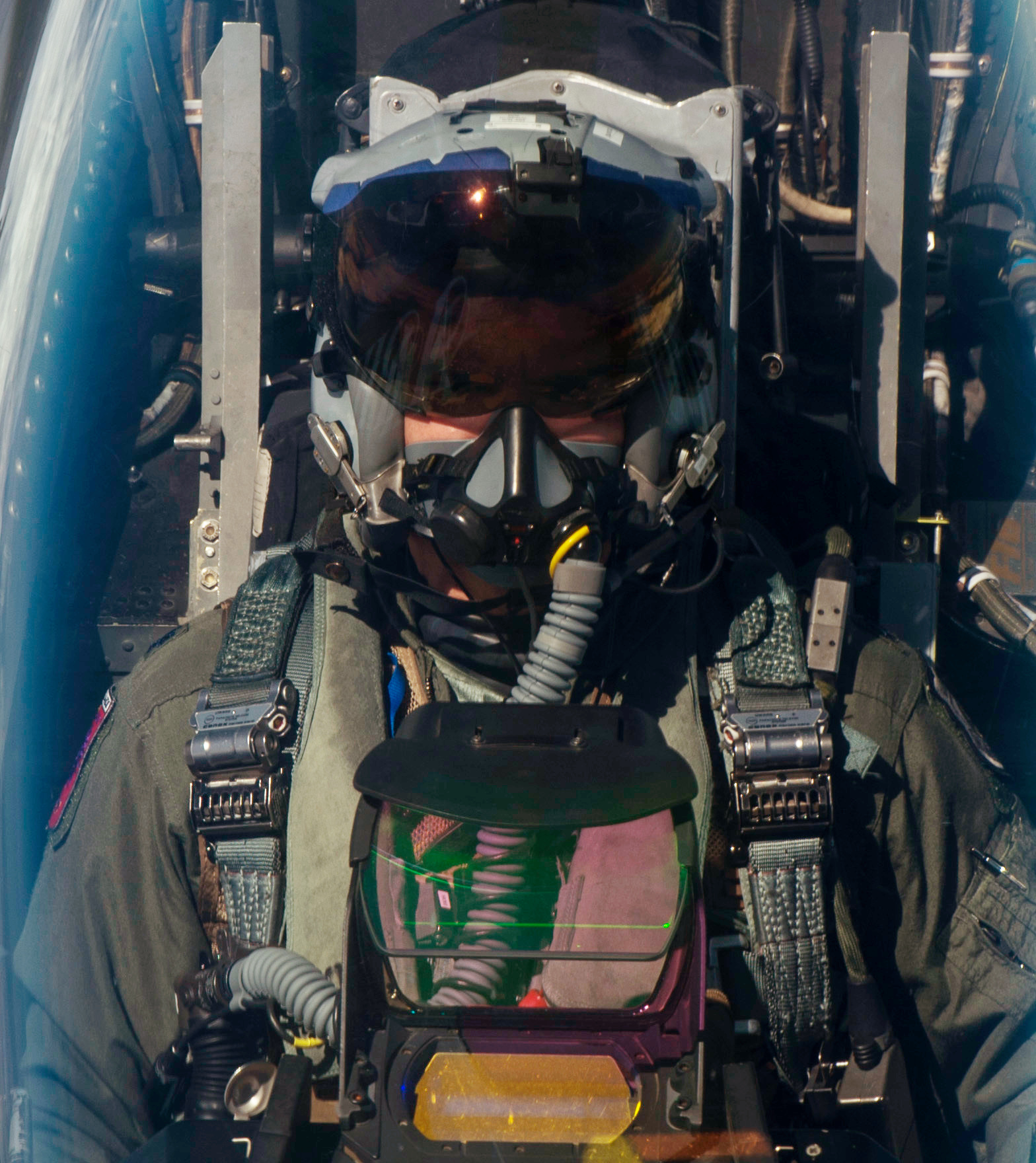

اف-۱۶ دارای نمایشگر سربالا (HUD) است که بدون مسدود کردن دید خلبان، اطلاعات پروازی و جنگی را در میدان دید او قرار می‌دهد. نمایشگرهای چندمنظوره (MFD) نیز برای اطلاعات ناوبری، رادار، سوخت، سلاح‌ها و موتور استفاده می‌شوند. نسخه‌های اولیه آن، دارای نمایشگرهای CRT تک‌رنگ بودند که در بلوک ۵۰/۵۲، به LCDهای رنگی ارتقا یافتند. به‌روزرسانی میانه‌عمر (MLU)، قابلیت استفاده از دید در شب را اضافه کرد. سامانه نمایشگر کلاه‌خودی JHMCS از بلوک ۴۰ به‌بعد معرفی شد که امکان هدف‌گیری با حرکت سر را فراهم می‌کند. نسخه‌های جدیدتر، به سامانه Scorpion مجهز شده‌اند.
در نوامبر ۲۰۲۴ اعلام شد که نیروی هوایی ایالات متحده، یک قرارداد ۹ میلیون دلاری، با شرکت دانمارکی Terma ، برای نصب سامانه صدای سه‌بعدی بر روی اف-۱۶ امضا کرده است. این سامانه صداهای رادیویی را به‌صورت فضایی تفکیک کرده، آن‌ها را با جهت تهدید تطبیق می‌دهد و کاهش نویز را ارائه می‌دهد.

### رادار کنترل آتش

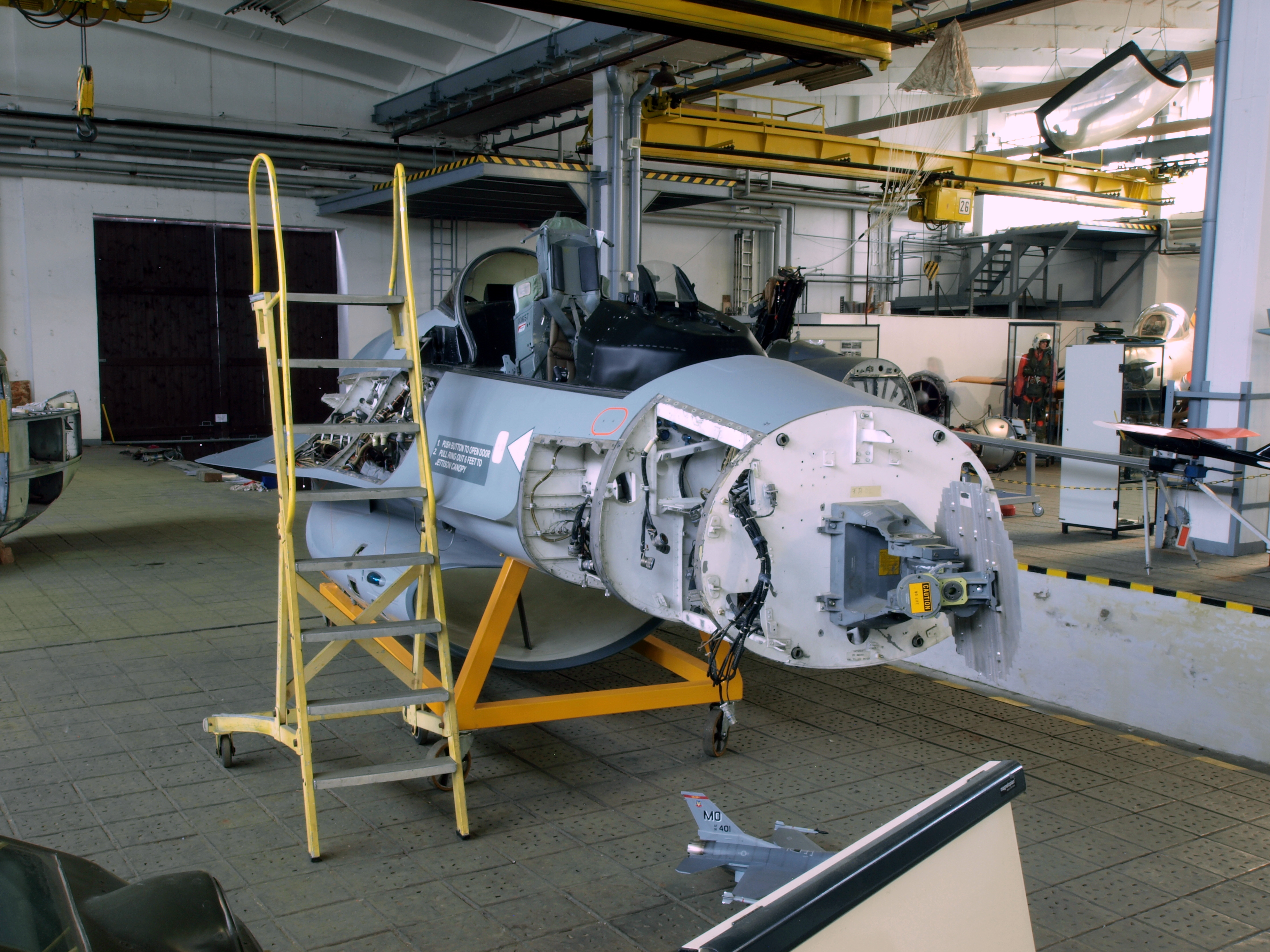

مدل‌های اولیه اف-۱۶A/B ، دارای رادار AN/APG-66 ساخت وستینگهاوس بودند که دارای آنتن مسطح شیار‌دار بود. این رادار، توانایی عملیات در محیط‌های کم صدا و یا شلوغ، با چهار فرکانس کاری در باند X را داشت. مدل بهبود ‌یافته آن بنام APG-66(V)2، برد و توانائی بیشتری داشت. در به‌روزرسانی MLU، مدل APG-66(V)2A بوجود آمد که با سرعت بیشتر و حافظه افزوده نصب شد.
مدل AN/APG-68 با برد و تفکیک‌پذیری بالاتر، در اف-۱۶C/D بلوک ۲۵ معرفی شد که دارای ۲۵ حالت عملیاتی، از جمله نقشه‌برداری زمینی و ردیابی چندهدفه بود. نسخه‌های بعدی همچون APG-68(V)9، دارای رادار گشودگی ترکیبی (SAR) و توانایی تشخیص اهداف با دقت بالا بودند. از سال ۲۰۰۴، ارتقای رادارهای APG-68، به استاندارد (V)10 با توانایی هدف‌گیری خودکار در همه شرایط جوی، آغاز شد.
مدل اف-۱۶E/F ، دارای رادار AESA از نوع AN/APG-80 بود. همچنین رادار جدید AN/APG-83 SABR، بعنوان ارتقا برای ناوگان ایالات متحده و تایوان معرفی شد. در سال ۲۰۲۰، قراردادی برای استفاده از این رادار، در برنامه افزایش عمر خدمت اف-۱۶ تا سال ۲۰۴۸ بسته شد.

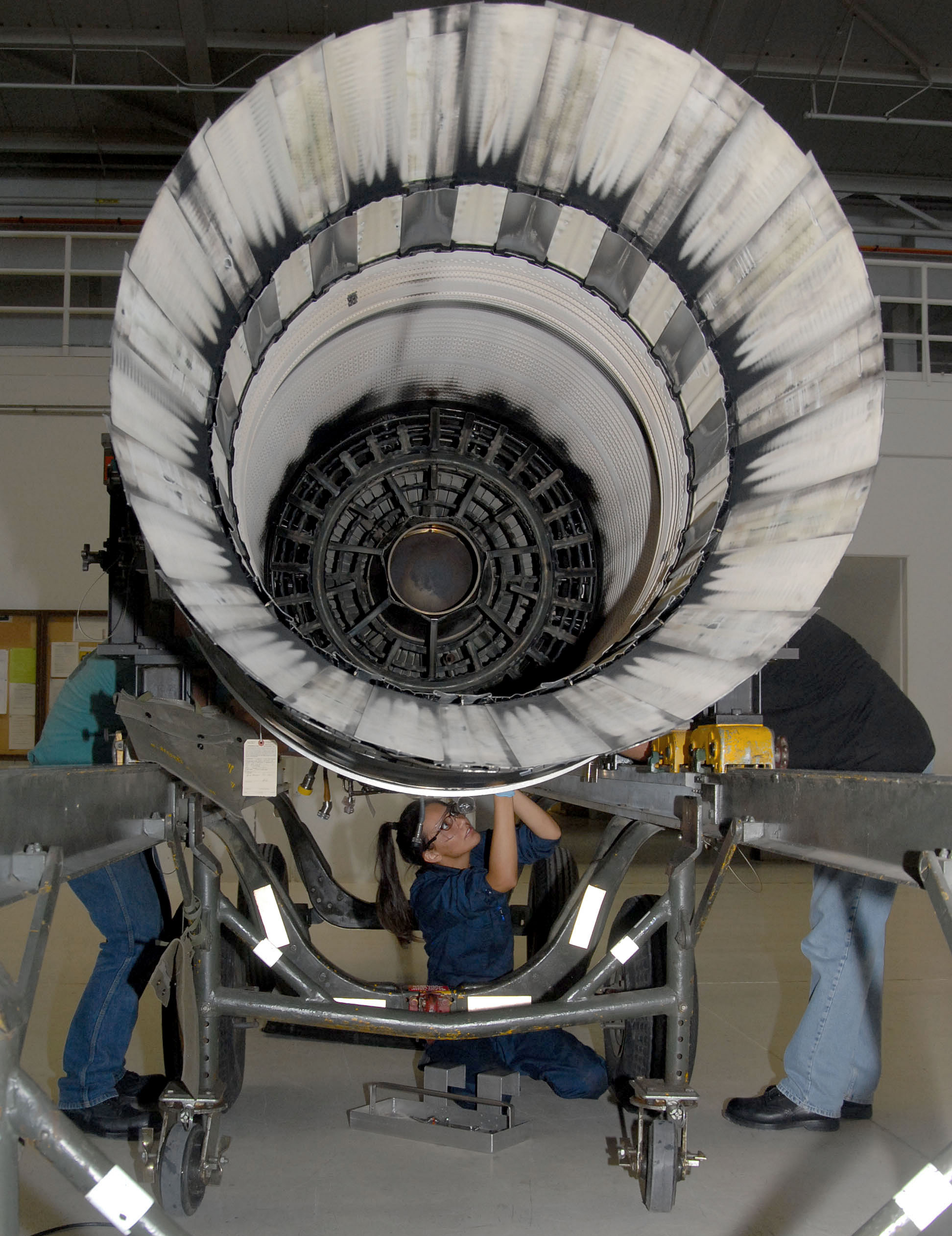

### پیشرانه (موتور)

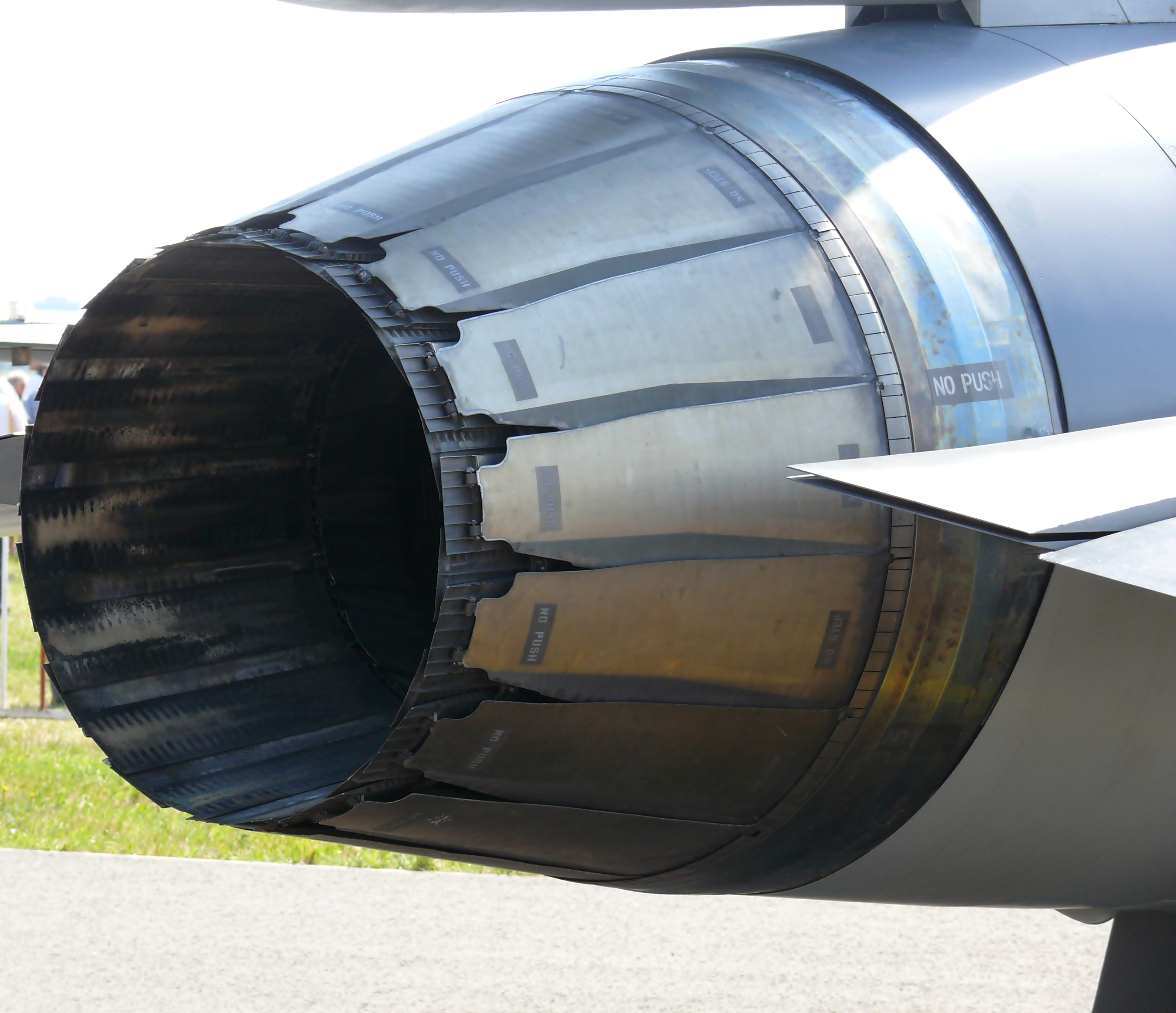

موتور اولیه انتخاب‌شده برای اف-۱۶، موتور توربوفن پس‌سوزدار F100-PW-200 از "پرت و ویتنی" بود که پیش‌تر، در اف-۱۵ استفاده شده بود. این موتور دچار مشکلاتی نظیر کاهش ناگهانی توان خروجی و افت فشاری بود. در مدل‌های بعدی، از موتور F100-PW-220 با سامانه کنترل دیجیتالی (DEEC) استفاده کردند که قابلیت اطمینان بیشتری داشت. از سال ۱۹۹۷، بسیاری از این موتورها به نسخه -220E ارتقا یافتند.
برنامه موتورهای جایگزینی، باعث ورود موتور F110-GE-100 از جنرال الکتریک شد. این موتور با استفاده از ورودی جدید MCID، توان خروجی بیشتری پیدا کرد. بلوک‌های زوج دارای موتور پرت و ویتنی و بلوک‌های فرد دارای موتور GE هستند.
برنامه موتورهای دارای افزایش عملکرد، منجر به معرفی F110-GE-129 برای بلوک ۵۰ و F100-PW-229 برای بلوک ۵۲ شد. بلوک ۶۰ که برای امارات متحده عربی ساخته شده، از موتور F110-GE-132 با بیشترین نیروی رانش بهره می‌برد. 

## تاریخچه عملیاتی

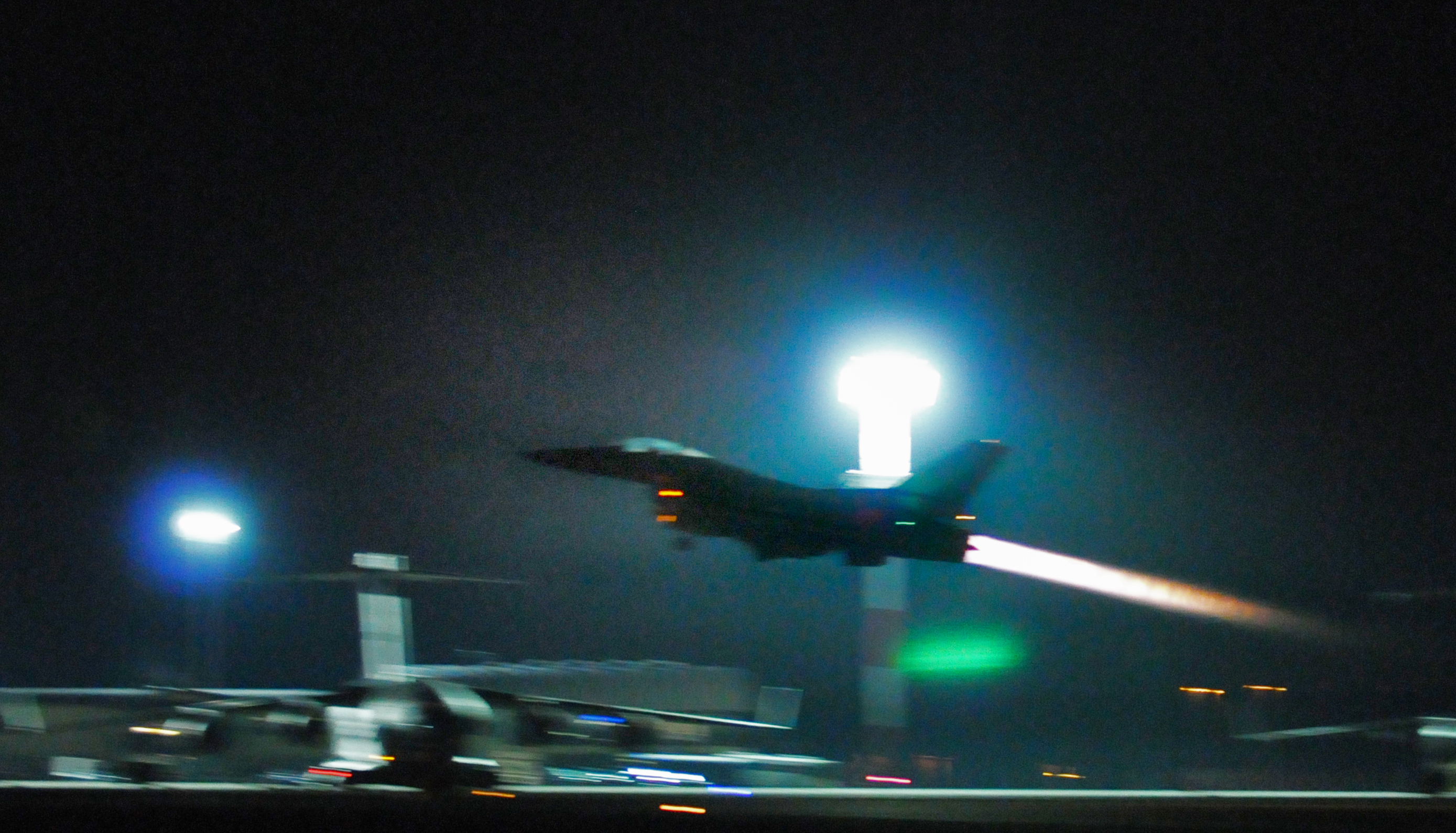

### ایالات متحده آمریکا
جنگنده F-16 در نیروی هوایی ایالات متحده (USAF)، نیروی ذخیره هوایی و نیز گارد ملی هوایی به‌کار گرفته شده است. همچنین تیم آکروباتیک هوایی Thunderbirds نیز از آن استفاده می‌کند. نیروی دریایی آمریکا نیز از این جنگنده، به‌عنوان هواپیمای شبیه‌ساز دشمن، در مرکز آموزش هوایی و جنگی دریایی بهره می‌برد.
نیروی هوایی ایالات متحده، در عملیات طوفان صحرا در سال 1991 و جنگ‌های بالکان در دهه 1990، ازجنگنده F-16 استفاده کرد. در 2 مه 1999، یک فروند F-16 بر فراز غرب صربستان، توسط تیپ موشکی پدافند هوایی 250ام سرنگون شد. این هواپیما توسط دیوید گلدفین هدایت می‌شد که بعدا، رئیس ستاد نیروی هوایی ایالات متحده شد. F-16ها در عملیات نظارت بر مناطق پرواز ممنوعه عراق نیز مشارکت داشتند و در جنگ افغانستان (2001–2021) و جنگ عراق (از 2003)، حضور فعالی داشتند. در 2011، F-16 های نیروی هوایی آمریکا، در مداخله نظامی در لیبی شرکت کردند.
در جریان حملات 11 سپتامبر 2001، دو فروند جنگنده F-16 بدون تسلیحات، برای مقابله با پرواز شماره 93 یونایتد ایرلاینز(United Airlines)به پرواز درآمدند، اما پیش از ورود به واشنگتن، این هواپیما توسط خود هواپیماربایان سقوط کرد. این F-16ها، سپس وظیفه گشت هوایی منطقه‌ای و اسکورت هواپیمای ریاست‌جمهوری (Air Force One) را برعهده گرفتند.
در ابتدا مقرر شده بود که F-16، تا سال 2025 در نیروی هوایی باقی بماند، اما به دلیل تأخیر در برنامه F-35، ناوگان.
F-16، تحت به‌روزرسانی جهت افزایش عمر عملیاتی قرار گرفت. در سال 2022، اعلام شد که این جنگنده، حداقل دو دهه دیگر در خدمت باقی خواهد ماند.

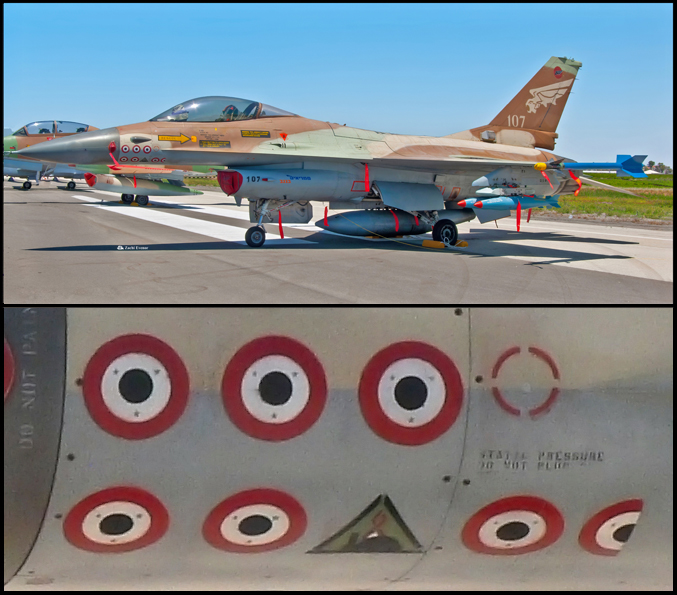

### اسرائیل
نیروی هوایی اسرائیل (IAF)، اولین موفقیت هوایی F-16 را در 28 آوریل 1981، با سرنگونی یک بالگرد سوری Mi-8 در دره بقاع ثبت کرد. در 7 ژوئن همان سال، هشت فروند F-16، به همراه شش فروند F-15، در عملیات اپرا شرکت کردند که درطی آن، راکتور هسته‌ای اوسیراک عراق منهدم شد. در جریان جنگ لبنان 1982، F-16 های اسرائیل، موفق به سرنگونی 44 هواگرد سوری شدند.
در سال 2000، اسرائیل 102 فروند F-16I را به ارزش 4.5 میلیارد دلار خریداری کرد. F-16 های اسرائیلی، در جنگ 2006 لبنان، جنگ غزه 2008–2009 و عملیات‌ متعددی علیه اهداف ایرانی در سوریه و عراق مشارکت داشتند. در 10 فوریه 2018، یک فروند F-16I ، توسط موشک زمین‌به‌هوای S-200 سوریه سرنگون شد؛ ولی خدمه آن به‌سلامت در خاک اسرائیل فرود آمدند.
پس از حمله 7 اکتبر 2023 به اسرائیل، F-16Is در عملیات شمشیرهای آهنین، نقش کلیدی ایفا کردند. در اکتبر 2024، در جریان عملیات روزهای توبه، این جنگنده‌ها اهداف نظامی ایران را هدف قرار دادند. همچنین در عملیاتی علیه حوثی‌ها در یمن شرکت کردند، از جمله حمله به فرودگاه صنعا در دسامبر 2024.
در 16 ژوئیه 2024، آخرین F-16 تک‌سرنشین مدل Barak-1 بازنشسته شد؛ اما مدل‌های دو نفره Brakeet و Sufa همچنان در خدمت باقی ماندند.

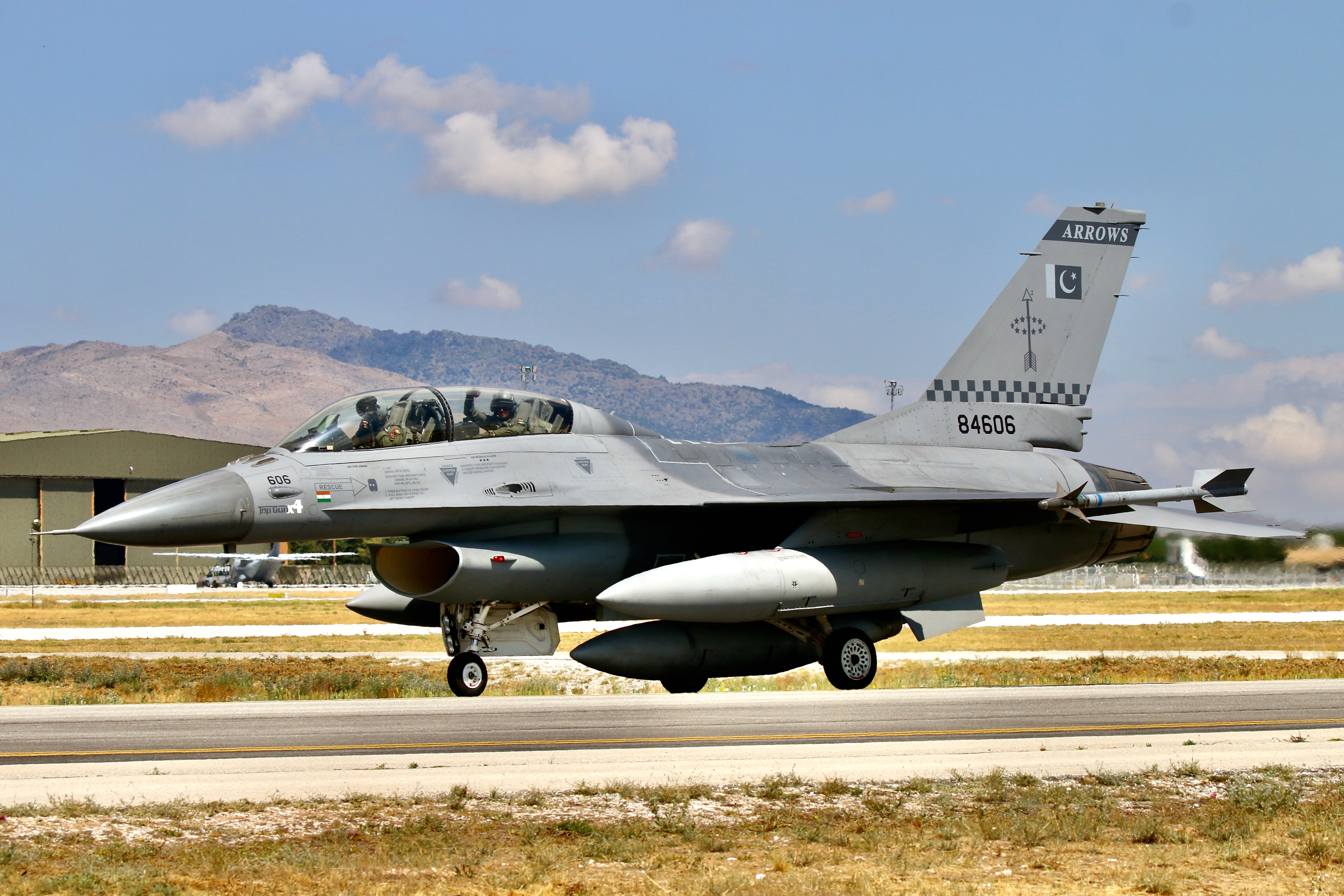

### پاکستان
نیروی هوایی پاکستان (PAF)، در طول جنگ أفغانستان-شوروی (1980s)، موفق به سرنگونی 9 هواگرد افغان و شوروی شد که به خاک پاکستان وارد شده بودند. از سال 1986 تا 1989، F-16 های پاکستان، با موشک‌های AIM-9 Sidewinder هواگردهایی از قبیل Su-22، MiG-23، و Su-25 را هدف قرار دادند. یک F-16 نیز به‌طور تصادفی توسط همرزم خود سرنگون شد.
در 7 ژوئن 2002، یک F-16 پاکستانی، یک پهپاد اسرائیلی ساخت هند را سرنگون کرد. F-16 های پاکستان، در تمرینات مشترک با ترکیه، در عملیات‌های ضدتروریستی داخلی در منطقه FATA، و همچنین در عملیات‌ مقابله با هند، به‌ویژه در 27 فوریه 2019، مشارکت داشتند.
در 8 مه 2025، رسانه‌های هندی، مدعی سرنگونی یک F-16 شدند، اما این خبر از سوی مقامات هندی تأیید نشد و پاکستان نیز آن را رد کرد.

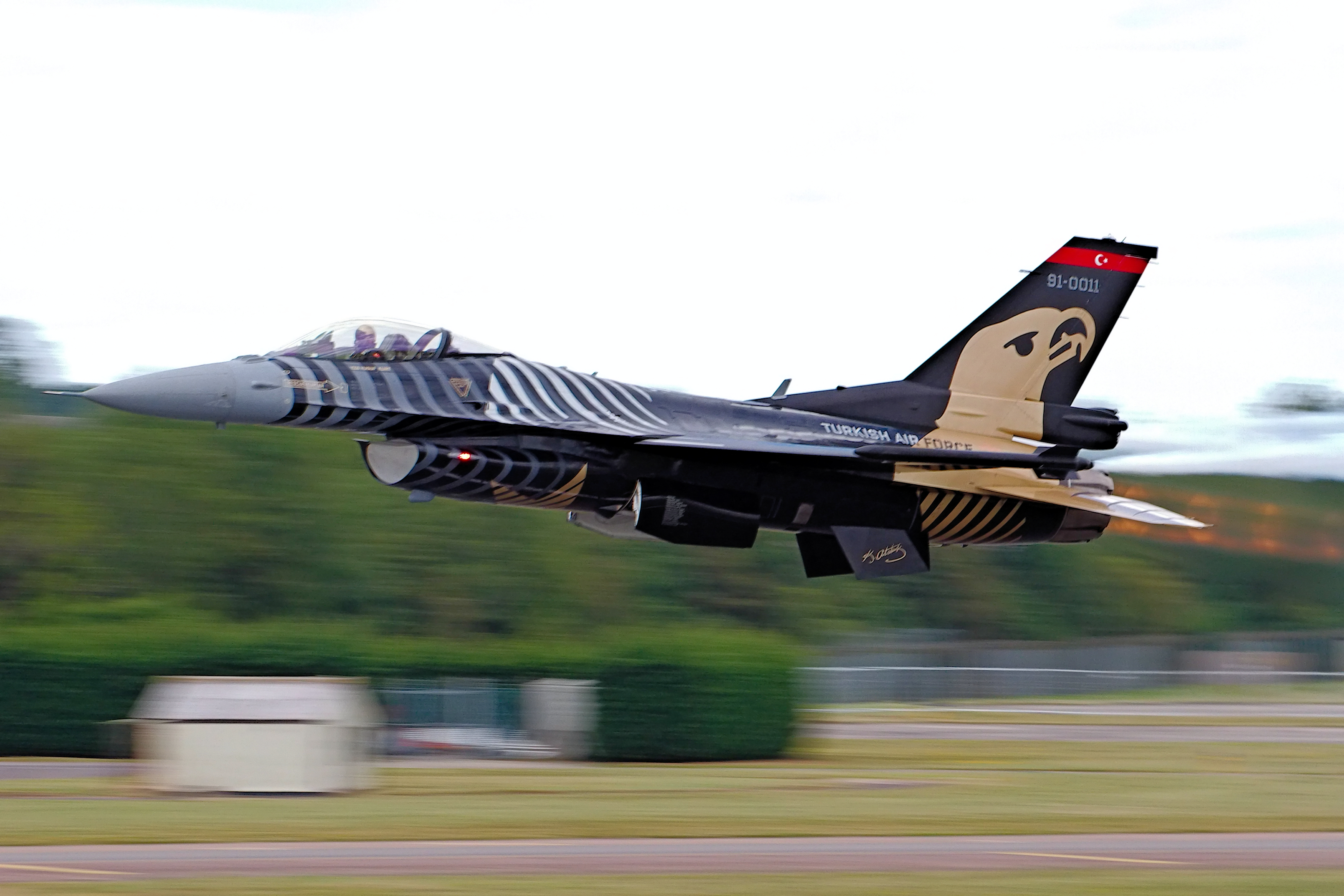

### ترکیه
ترکیه اولین F-16های خود را در 1987 دریافت کرد و تولید داخلی این جنگنده، تحت برنامه‌های Peace Onyx انجام شد. این جنگنده‌ها، بعدها به مدل Block 50/52+ ارتقاء یافتند و به رادار AESA و سامانه‌های جنگ الکترونیکی بومی تجهیز شدند.
درگیری‌های متعدد با یونان، مشارکت در جنگ بوسنی و کوزوو، حملات علیه کردهای شمال عراق و همچنین مأموریت‌های حریم هوایی در سوریه، از جمله فعالیت‌های عملیاتی F-16های ترکیه بوده است. در نوامبر 2015، یک فروند 16 F-ترکیه، هواپیمای Su-24 روسیه را بر فراز مرز سوریه سرنگون کرد. در مارس 2020 نیز، دو فروند Su-24 و یک فروند L-39 سوریه، توسط F-16های ترکیه هدف قرار گرفتند.
ترکیه همچنین با توسعه موشک‌های هوا-به‌هوای بومی Bozdogan (برد کوتاه) و Gokdogan (برد بلند) برنامه مدرن‌سازی F-16 را دنبال می‌کند.

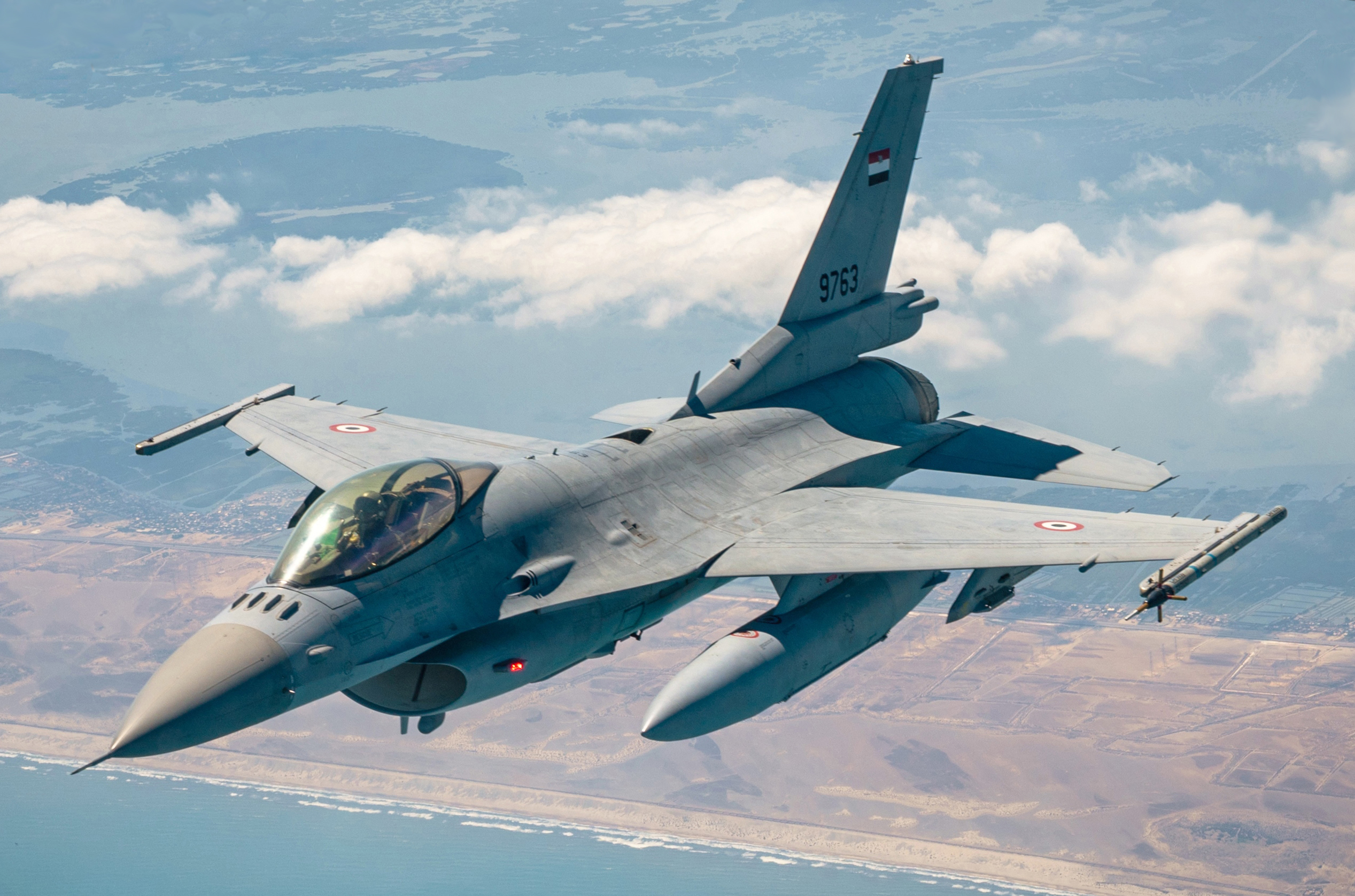

### مصر
در 16 فوریه 2015، F-16 های مصر، حملاتی علیه مواضع داعش در لیبی انجام دادند که منجر به کشته شدن 64 عضو این گروه شد. این حملات در پاسخ به قتل 21 کارگر قبطی توسط داعش بود.

### اروپا
نیروهای هوایی هلند، بلژیک، دانمارک و نروژ، همگی از F-16 بهره می‌برند. این جنگنده‌ها در عملیات کوزوو، افغانستان و لیبی شرکت داشتند. هلند و دانمارک در سال 2023 اعلام کردند که مجموعاً، تا 61 فروند F-16 به اوکراین خواهند داد. نروژ، بلژیک و دیگر کشورها نیز به این ائتلاف پیوستند.
کرواسی در سال 2018، قصد خرید F-16های اسرائیلی را داشت، اما این قرارداد، به دلیل مخالفت آمریکا لغو شد. در نهایت، این کشور تصمیم به خرید جنگنده‌های رافال از فرانسه گرفت.
بلغارستان در حال دریافت 16 فروند F-16 Block 70 است که قرار است بین سال‌های 2025 و 2027 تحویل داده شود.

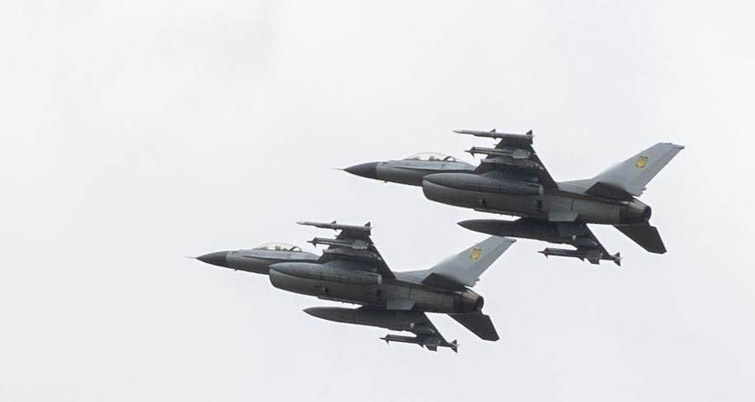

### اوکراین
در سال 2023، یک ائتلاف بین‌المللی به رهبری دانمارک و هلند، آموزش خلبانان اوکراینی بر روی F-16 را آغاز کرد. در ژوئیه 2024، نخستین جنگنده‌ها به اوکراین تحویل داده شدند و در اوت همان سال، استفاده عملیاتی از آن‌ها آغاز شد. در 26 اوت، F-16 های اوکراینی برای نخستین بار، موشک‌های کروز روسیه را رهگیری کردند.
تا مه 2025، اوکراین تأیید کرده که سه فروند F-16 خود را از دست داده است. یکی از این جنگنده‌ها، در 26 اوت سقوط کرد و دلیل آن احتمالاً آتش خودی اعلام شده است. در آوریل و مه 2025، دو جنگنده دیگر نیز در جریان عملیات رزمی از بین رفتند.

### سایر کشورها
ونزوئلا در سال 1992، از F-16های خود برای سرنگونی هواگردهای شورشی استفاده کرد. اندونزی نیز در سال 2003، درگیری کوتاهی با جنگنده‌های آمریکایی بر فراز دریای جاوه داشت.
مراکش و بحرین، هر یک یک فروند F-16 خود را در جریان جنگ یمن از دست دادند.
آرژانتین در سال 2024، قرارداد خرید 24 فروند F-16 از دانمارک را امضا کرد. نخستین هواپیما در فوریه 2025 در بوئنوس آیرس معرفی شد.

## کاربران بالقوه

#### فیلیپین
در سال 2025، وزارت امور خارجه آمریکا، فروش 20 فروند F-16 را به فیلیپین تأیید کرد.

#### ویتنام
در سال 2025، گزارش‌هایی مبنی بر توافق با ویتنام، برای خرید حداقل 24 فروند F-16 منتشر شد.

## انواع مدلها

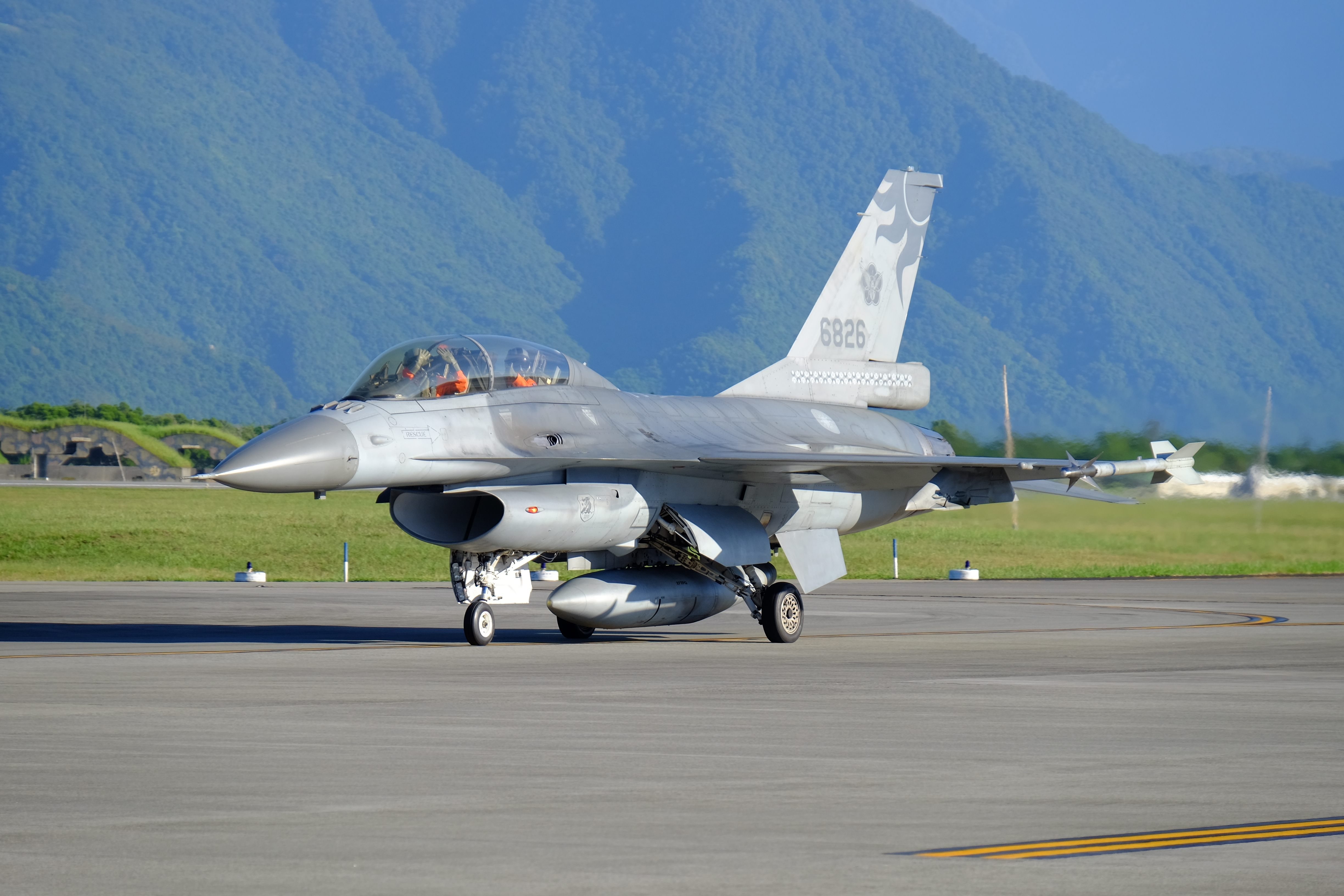

مدل‌های اف-۱۶ با شماره‌های بلاک صعودی شناسایی می‌شوند که بیانگر ارتقاءها هستند. این بلاک‌ها، شامل نسخه‌های تک‌نفره و دونفره‌اند. در طی سال‌ها، ارتقاءهای نرم‌افزاری، سخت‌افزاری، سامانه‌ای، سازه‌ای و سازگاری تسلیحاتی، بر روی مدل‌های تولیدی اعمال یا به هواپیماهای تحویلی افزوده شده‌اند.
در کنار تولید انبوه بر پایه طرح‌های بلاک، گونه‌های متعددی از اف-۱۶ نیز وجود دارند که از طریق برنامه‌های ارتقاء عمده یا تخصصی‌سازی مأموریتی، مانند پشتیبانی نزدیک هوایی و یا شناسایی ایجاد شده‌اند. برخی از مدل‌ها، برای آزمایش فناوری‌های نوین طراحی شده اند. طراحی اف-۱۶، همچنین الهام‌بخش توسعه جنگنده‌های مشتق‌شده‌ از آن بوده است. نمونه‌های قدیمی‌تر نیز، برای اهداف هدف‌گیری پهپادی، به QF-16 تبدیل ‌شده اند.

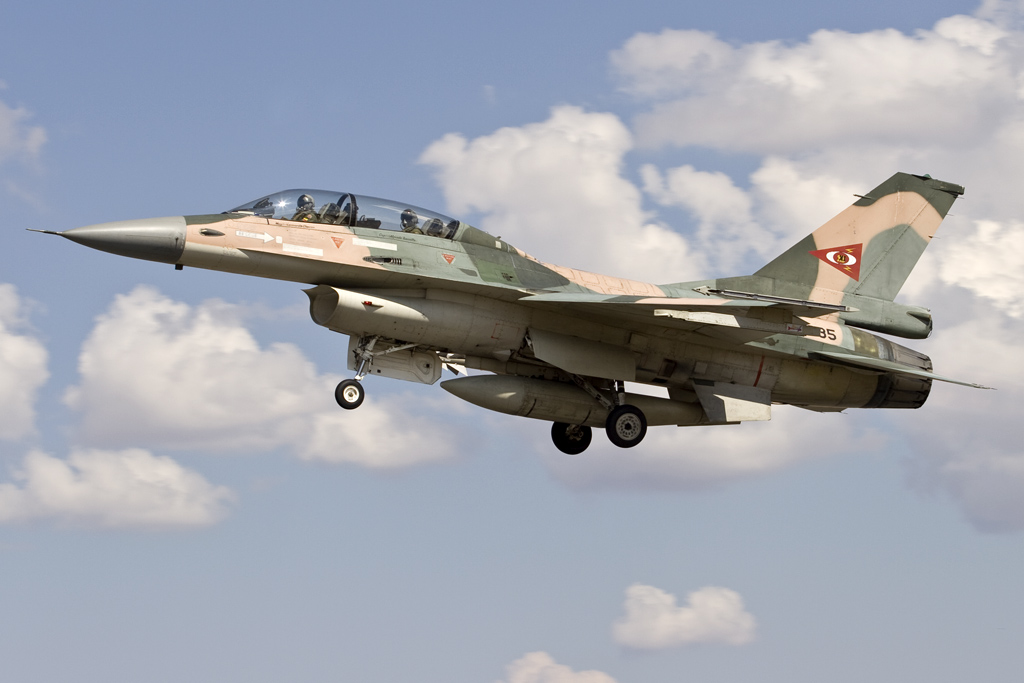

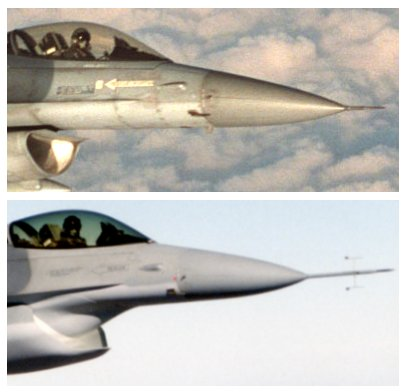

### اف-۱۶ای/بی
نسخه‌های اولیه تولیدی اف-۱۶ای (تک‌نفره) و اف-۱۶بی (دونفره) شامل بلاک‌های ۱، ۵، ۱۰، ۱۵ و ۲۰ هستند. بلاک ۱۵ نخستین ارتقاء عمده با سکان‌های افقی بزرگتر بود و با تولید ۹۸۳ فروند از آن، پرشمارترین گونه از اف-۱۶ به شمار می‌رود. حدود ۳۰۰ فروند از اف-۱۶ای/بی‌های اولیه نیروی هوایی ایالات متحده، به استاندارد "به‌روزرسانی میان‌دوره‌ای"(MLU) ارتقاء یافتند که قابلیت‌هایی، مشابه اف-۱۶سی/دی از بلاک ۵۰/۵۲ کسب کردند. از سال ۱۹۸۷، ۲۱۴ فروند به استاندارد ارتقاء توان عملیاتی (OCU) و سپس بین سالهای ۱۹۸۹ تا ۱۹۹۲، ۲۷۱ فروند، به گونه «جنگنده دفاع هوایی(ADF) » با توانایی راداری و تسلیحاتی افزوده، تبدیل شدند. پس از پایان جنگ سرد، بسیاری از این نمونه‌ها، به انبار منتقل و برخی به اردن، تایلند و ایتالیا صادر شده و یا اجاره داده شدند.

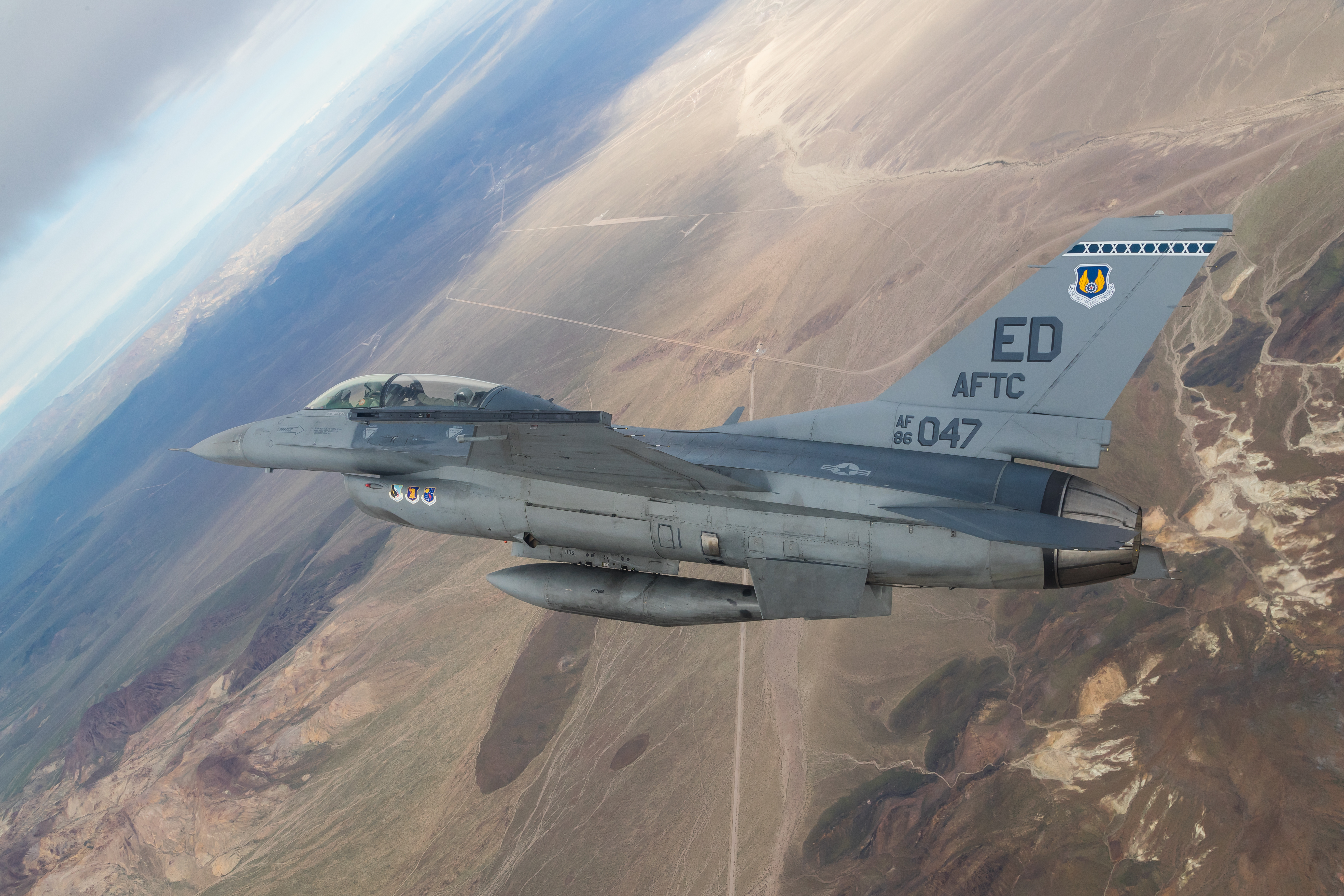
اف-۱۶سی/دی

### اف-۱۶سی/دی
نسخه‌های اف-۱۶سی (تک‌نفره) و اف-۱۶دی (دونفره) از سال ۱۹۸۴ تولید شدند. اولین بلاک آن‌ها ۲۵ بود که با فضانوردی پیشرفته‌تر و دارای راداری با توانایی فراسوی دید بود. بلاک‌های بعدی، شامل ۳۰/۳۲، ۴۰/۴۲ و ۵۰/۵۲ بودند. قیمت هر فروند حدود ۱۸.۸ میلیون دلار (۱۹۹۸) و هزینه عملیاتی آن برای هر ساعت پرواز، بین ۷۰۰۰ تا ۲۴۰۰۰ دلار تخمین زده شده ‌است.

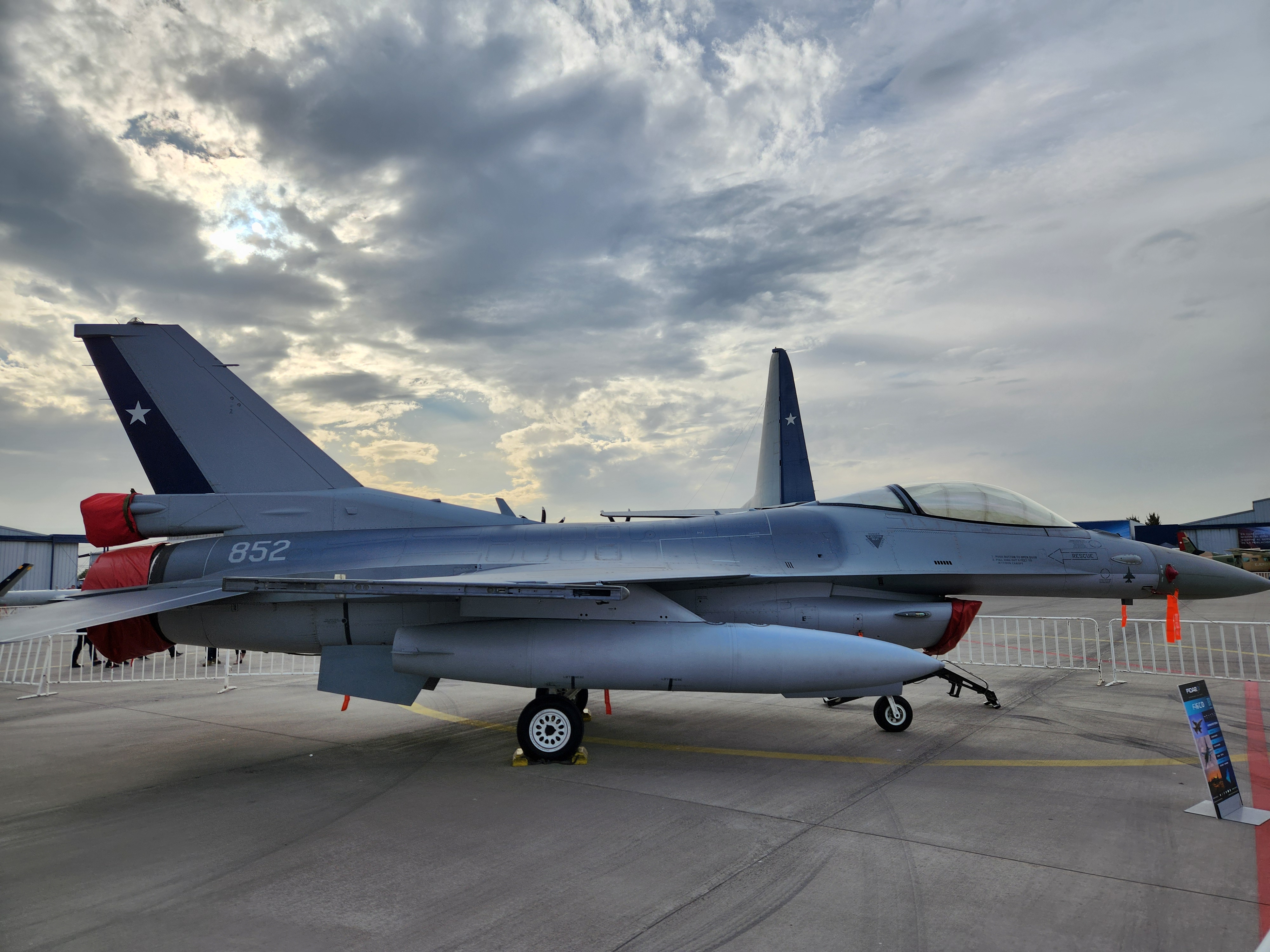

### اف-۱۶ای/اف
این نسخه‌ها، بر پایه بلاک ۵۰/۵۲ توسعه یافته و با سرمایه‌گذاری گسترده امارات متحده عربی تولید شده اند. آنها شامل رادار AESA مدل AN/APG-80، سامانه‌های IRST، فضانوردی پیشرفته، مخازن سوخت یکپارچه (CFT) و موتور قدرتمندتر F110-GE-132 هستند.

### اف-۱۶آی‌ان
نسخه پیشنهادی "سوپر وایپر"، برای رقابت با جنگنده‌های چندمنظوره نیروی هوایی هند بود. این نسخه، بر پایه بلاک ۶۰ طراحی شد و شامل مخازن سوخت یکپارچه، رادار AESA، موتوری با کنترل FADEC، سامانه جنگ الکترونیکی، کابین دیجیتال پیشرفته و سامانه هدف‌گیری نصب‌شده بر روی کلاه ایمنی بود. پس از حذف رقابت، لاکهید مارتین، نسخه بلاک ۷۰/۷۲ را تحت برنامه «ساخت در هند» پیشنهاد داد.

### اف-۱۶آی‌کیو
این گونه‌، برای نیروی هوایی عراق طراحی‌شد. در سال ۲۰۱۰، پیشنهاد فروش ۱۸ فروند با تجهیزات کامل به عراق ارائه شد و در نهایت، ۳۶ فروند از آن خریداری گردید. تا ۲۰۲۱، دو فروند در سوانح مختلف از دست رفتند. این جنگنده‌ها، به‌عنوان پیشرفته‌ترین هواگردهای عراق و با رتبه آمادگی مأموریتی ۶۶٪ معرفی شدند.

### اف-۱۶ان
این گونه‌، برای نیروی دریایی ایالات متحده و بعنوان هواگرد متخاصم در آموزش نبرد هوایی طراحی شد. از این گونه و بر پایه بلاک ۳۰، اما بدون توپ داخلی و سامانه‌های جنگ الکترونیکی پیشرفته، تنها ۲۶ فروند تولید شد. پس از بروز ترک در سازه‌ها، از خدمت خارج شد و بخشی از آن، جایگزین اف-۱۶های مصادره ‌شده از پاکستان شد.

### اف-۱۶وی
این گونه، در نمایشگاه هوایی سنگاپور ۲۰۱۲ معرفی شد که دارای رادار AESA مدل AN/APG-83، رایانه جدید مأموریتی، سامانه جنگ الکترونیکی پیشرفته، سامانه خودکار جلوگیری از برخورد با زمین و بهبودهای مربوط به کابین که قابل نصب بر روی اکثر اف-۱۶های موجود هستند. اولین پرواز آن در اکتبر ۲۰۱۵ انجام شد. تایوان، بحرین، یونان و چک اسلواکی، از جمله خریداران این مدل هستند. در هند، این نسخه به عنوان F-21 ارائه شد. در ۲۰۱۹، دولت ایالات متحده، فروش ۶۶ فروند از آن را به تایوان تصویب کرد.

### کیو‌اف-۱۶ (QF-16)
در سپتامبر ۲۰۱۳، شرکت بوئینگ و نیروی هوایی ایالات متحده، یک اف-۱۶ بدون سرنشین را، توسط هدایت زمینی، به پرواز درآوردند. این مدل‌ها برای استفاده به‌عنوان اهداف هوایی بدون سرنشین طراحی شده‌اند.

## F-16I سوفا
F-16I ، نسخه‌ای با دو سرنشین از بلوک 52 است که برای نیروی هوایی ارتش اسرائیل (IDF/AF) توسعه یافته است. اسرائیل در سپتامبر 1997، درخواست رسمی برای خرید این جنگنده را اعلام کرد و در ژوئیه 1999، آن را به‌جای مدل F-15I انتخاب نمود. قرارداد اولیه، در چارچوب برنامه «صلح مرمرV» در 14 ژانویه 2000 به امضا رسید و قرارداد دوم، در 19 دسامبر 2001 قطعی شد که مجموعاً شامل 102 فروند جنگنده بودند. این مدل که در اسرائیل با نام «سوفا» (به‌ معنای طوفان) شناخته می‌شود، نخستین پرواز خود را در 23 دسامبر 2003 انجام داد و تحویل آن به نیروی هوایی اسرائیل، از 19 فوریه 2004 آغاز شد. برآورد قیمت هر فروند از این هواپیماها در سال 2006، حدود 70 میلیون دلار آمریکا بوده است.
یکی از تفاوت‌های عمده F-16I با بلوک 52 در این است که حدود ۵۰ درصد از سامانه‌های هوانوردی آن، با تجهیزات ساخت اسرائیل جایگزین شده‌اند. از جمله آنها، سامانه فریب‌دهنده یدک‌کش هوایی ساخت اسرائیل است که جایگزین مدل آمریکایی ALE-50 شده و همچنین سامانه مانور هوایی مستقل است که برای تمرینات بدون وابستگی به تجهیزات زمینی تعبیه شده است. شرکت Elbit Systems، سامانه نمایشگر سربالا (HUD)، نمایشگر نصب‌شده بر روی کلاه ایمنی، رایانه‌های مأموریت و نمایش و نقشه دیجیتالی را برای این مدل تولید کرده است.
جنگنده F-16I، قادر به استفاده از موشک هوا‌به‌هوای مادون‌قرمز Python 5 ساخت شرکت Rafael است که معمولاً به مخازن سوخت الحاقی (CFT) ساخت صنایع هوافضای اسرائیل (IAI) برای افزایش برد مجهز می‌شود. از جمله سامانه‌های کلیدی آمریکایی در این مدل، می‌توان به موتور توربوفن F100-PW-229، ساخت Pratt & Whitney و رادار AN/APG-68(V)9 اشاره کرد که با جنگنده‌های F-15I اسرائیل نیز مشترک هستند.

## لغو قرارداد خرید اف-۱۶ توسط ایران
نیروی هوایی شاهنشاهی ایران در بین سال‌های ۱۹۷۶ و ۱۹۷۷ میلادی سفارش تولید ۱۶۰ فروند از جنگنده اف-۱۶ بلاک۳۰ را به همراه حق سفارش ۱۴۰ فروند دیگر به شرکت جنرال داینامیکس ابلاغ کرد که با موافقت طرف آمریکایی‌ها، مراحل اولیه این معامله نیز انجام گرفت؛ ولی با انقلاب ۱۳۵۷ در ایران این سفارش و تمام قراردادهای خرید نظامی ایران از آمریکا لغو شد.

## کاربران سابق
- ایتالیا - بین سال‌های ۲۰۰۱ تا ۲۰۱۲ نیروی هوایی ایتالیا ۳۰ فروند اف-۱۶آ و چهار فروند اف-۱۶بی (مدل تمرینی دو سرنشینه) را از آمریکا اجاره کرده بود.[۳۴]

## کاربران

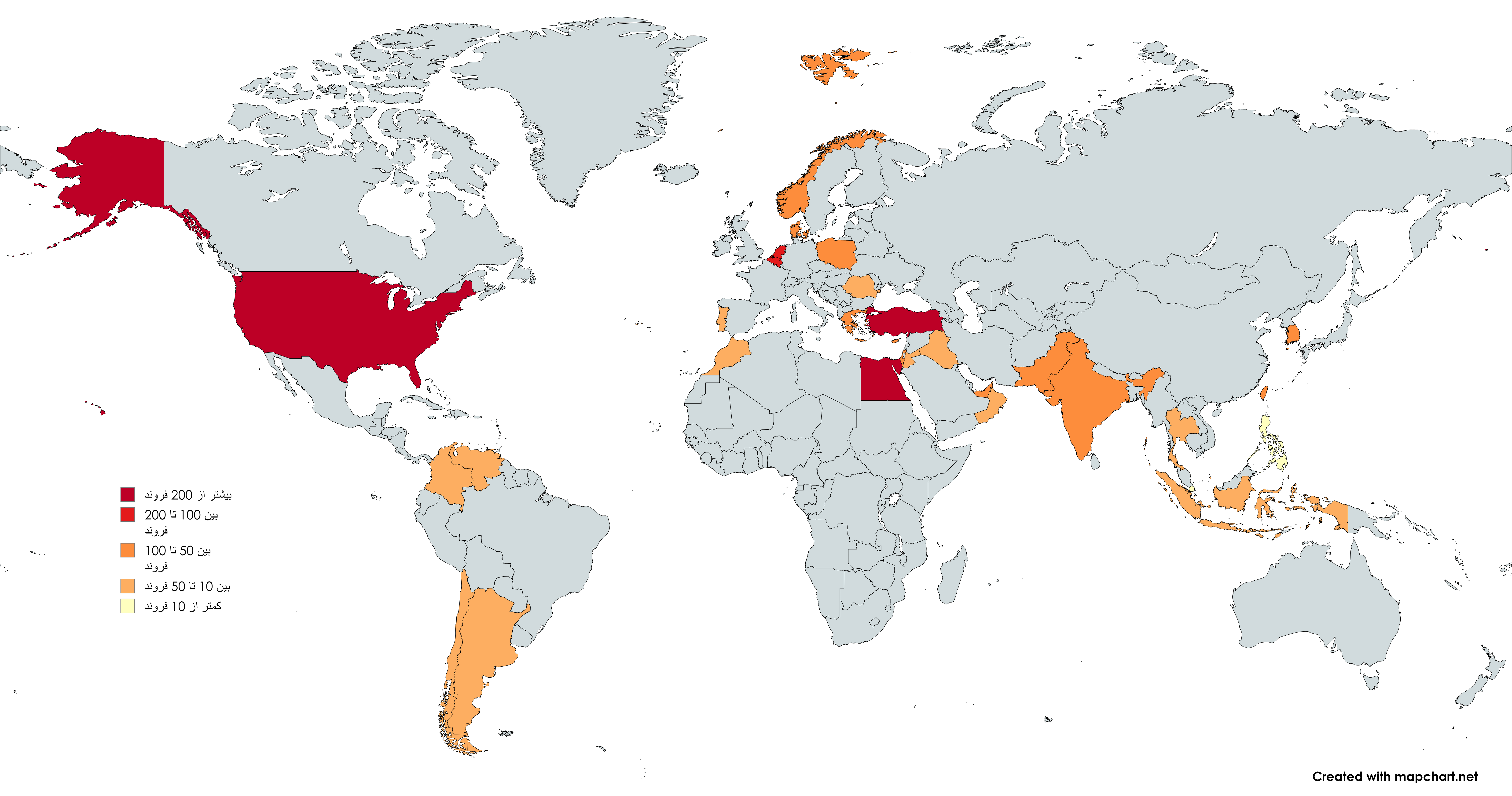
کاربران اف-۱۶

- آرژانتین
- بحرین
- بلژیک
- شیلی
- دانمارک
- مصر
- یونان
- اندونزی
- عراق
- اسرائیل
- اردن
- مراکش
- هلند
- نروژ
- عمان
- پاکستان
- لهستان
- پرتغال
- تایوان
- سنگاپور
- کره جنوبی
- تایلند
- ترکیه
- امارات متحده عربی
- ایالات متحده آمریکا
- ونزوئلا
- کلمبیا

## مشخصات
مدل F-16C Block 50
مشخصات عمومی
- طول: ۴۹ فوت ۵ اینچ (۱۵٫۰۶ متر)
- پهنای بال: ۳۲ فوت ۸ اینچ (۹٫۹۶ متر)
- ارتفاع: ۱۶ فوت (۴٫۹ متر)
- مساحت بال: ۳۰۰ فوت مربع (۲۸ متر مربع)
- ماهی‌واره: ایرفویل ناکا
- وزن خالی: ۱۸٬۹۰۰ پوند (۸٬۵۷۳ کیلوگرم)
- وزن ناخالص: ۲۶٬۵۰۰ پوند (۱۲٬۰۲۰ کیلوگرم)
- بیشترین وزن برخاست: ۴۲٬۳۰۰ پوند (۱۹٬۱۸۷ کیلوگرم)
- ظرفیت سوخت: ۷٬۰۰۰ پوند (۳٬۲۰۰ کیلوگرم) باک سوخت داخلی[۳۵]
- پیشرانه هواگرد: ۱ عدد موتور توربوفن جنرال الکتریک اف۱۱۰

نیروی خشک ۷۶٫۳۱ کیلونیوتن / ۱۳۲ کیلونیوتن با پس‌سوز
عملکرد
- بیشینه سرعت: ۷۹۵ گره (۹۱۵ مایل بر ساعت؛ ۱٬۴۷۲ کیلومتر بر ساعت) (۱٫۲ ماخ) در سطح دریا

۱٬۱۴۷ گره (۱٬۳۲۰ مایل بر ساعت؛ ۲٬۱۲۴ کیلومتر بر ساعت) (۲ ماخ), در ارتفاع بسیار بالا
- بُرد عملیاتی: ۲۹۵ مایل دریایی (۳۳۹ مایل؛ ۵۴۶ کیلومتر) در مأموریت بدون سوخت‌گیری هوایی می‌تواند ۴ عدد بمب ۴۵۰ کیلوگرمی را حمل کند.
- Ferry range: 2,277 مایل دریایی (۲٬۶۲۰ مایل؛ ۴٬۲۱۷ کیلومتر) با مخزن سوخت جداشدنی (Drop Tank)
- سقف پروازی: ۵۹٬۰۵۵ فوت (۱۸٬۰۰۰ متر) و حتی بیشتر
- محدودهٔ شتاب گرانش: +۹ (گرانش ۹ با سامانه‌های الکترونیکی محدود شده‌است)
- سرعت اوج‌گیری : ۷۲٬۰۰۰ فوت بر دقیقه (۳۷۰ متر بر ثانیه)
- بارگیری بال: ۸۸٫۳ پوند بر فوت مربع (۴۳۱ کیلوگرم بر متر مربع)
- نسبت نیرو به وزن: ۱٫۰۹۵ (با مهمات کامل و ۵۰درصد باک سوخت)[۸]

تسلیحات:
یک توپ ۲۰ میلی‌متری ام۶۱ والکان
راکت‌های هایدرا ۷۰
موشک‌های هوابه‌هوا:
۶ موشک ایم-۹ سایدوایندر
۶ موشک ایم-۱۲۰ آمرام
موشک‌های هوابه‌سطح:
۶ موشک ای‌جی‌ام-۶۵ ماوریک
۲ موشک ای‌جی‌ام-۸۸ هارم
ای‌جی‌ام-۱۵۸ جی‌ای‌اس‌اس‌ام
موشک‌های ضدکشتی:
۲ موشک هارپون
۴ موشک AGM-119 Penguin
بمب ها:
بمب هسته ای ب۶۱
۸ بمب سی‌بی‌یو-۸۷
۴ بمب مارک ۸۴
۸ بمب ام‌کی۸۳
۱۲ بمب ام‌کی۸۲
۸ بمب بمب کوچک قطر جی‌بی‌یو-۳۹
۴ بمب جی‌بی‌یو-۱۰
۶ بمب جی‌بی‌یو-۱۲
۴ بمب جی‌بی‌یو-۲۴
۴ بمب جی‌بی‌یو-۲۷ پیووی ۳
دیگر تجهیزات
شراره (پادکار)
خاشه
پادکار الکترونیکی (ECM)
سامانه هدف‌گیری فروسرخ در شب
رادار AN/APG-68

## نگارخانه

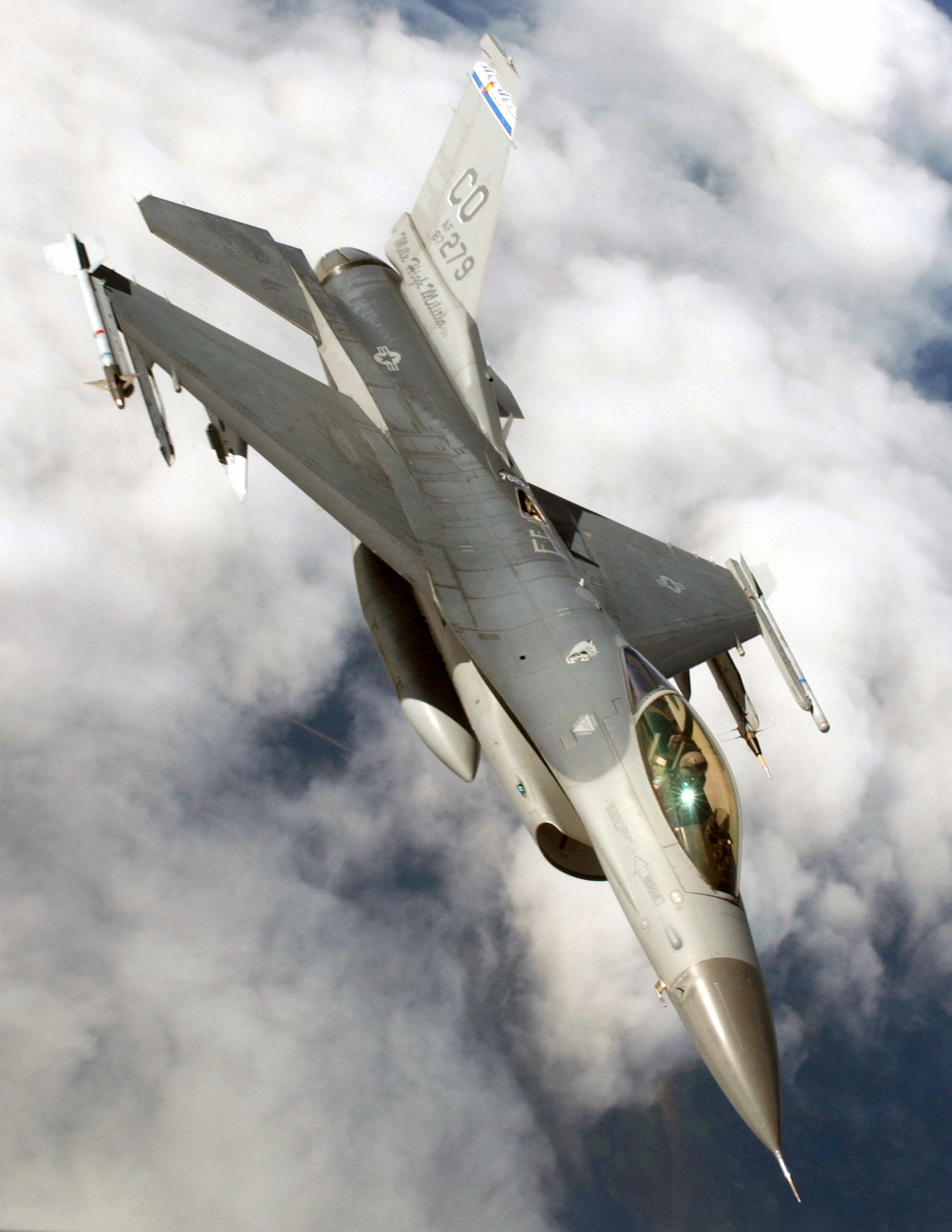
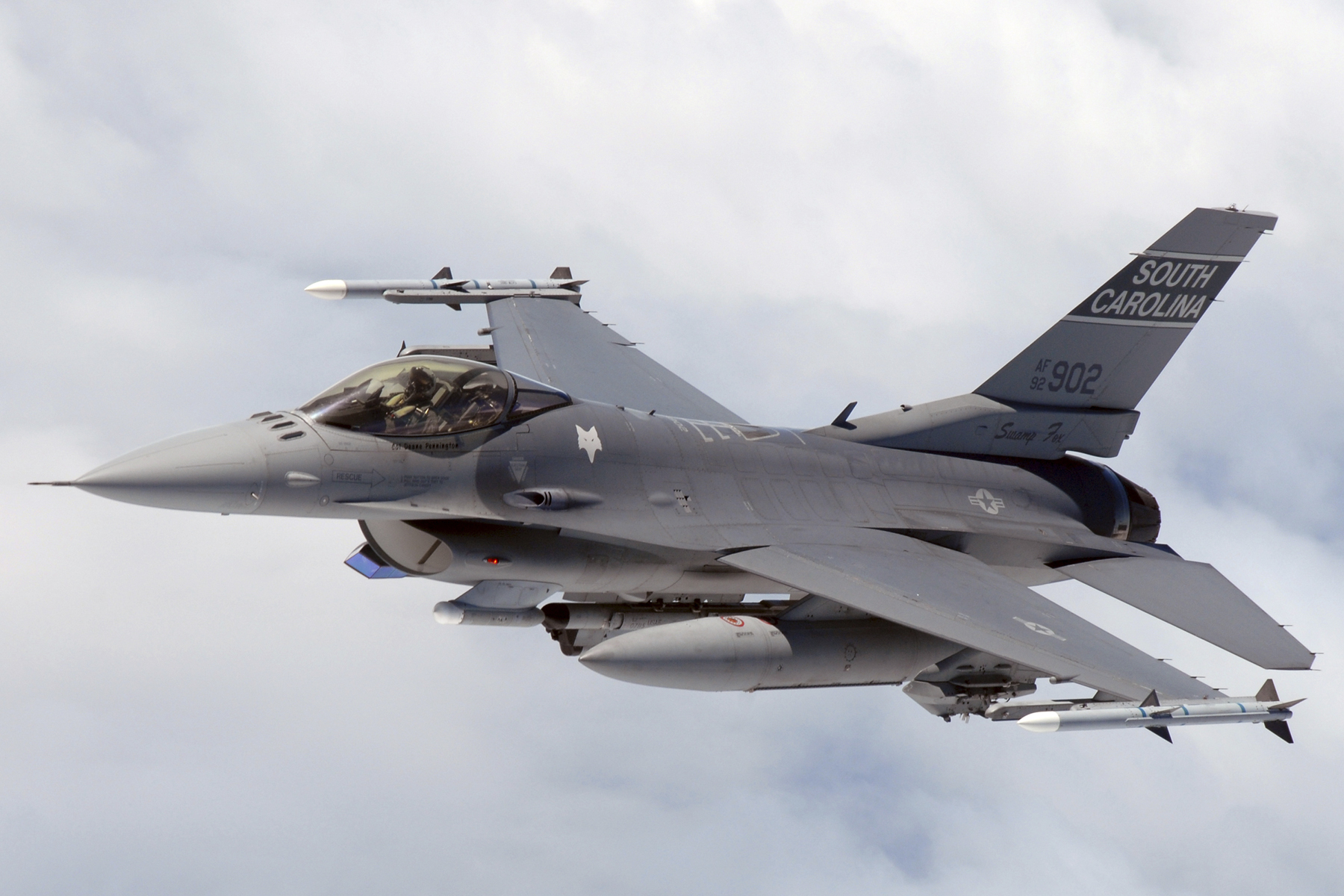
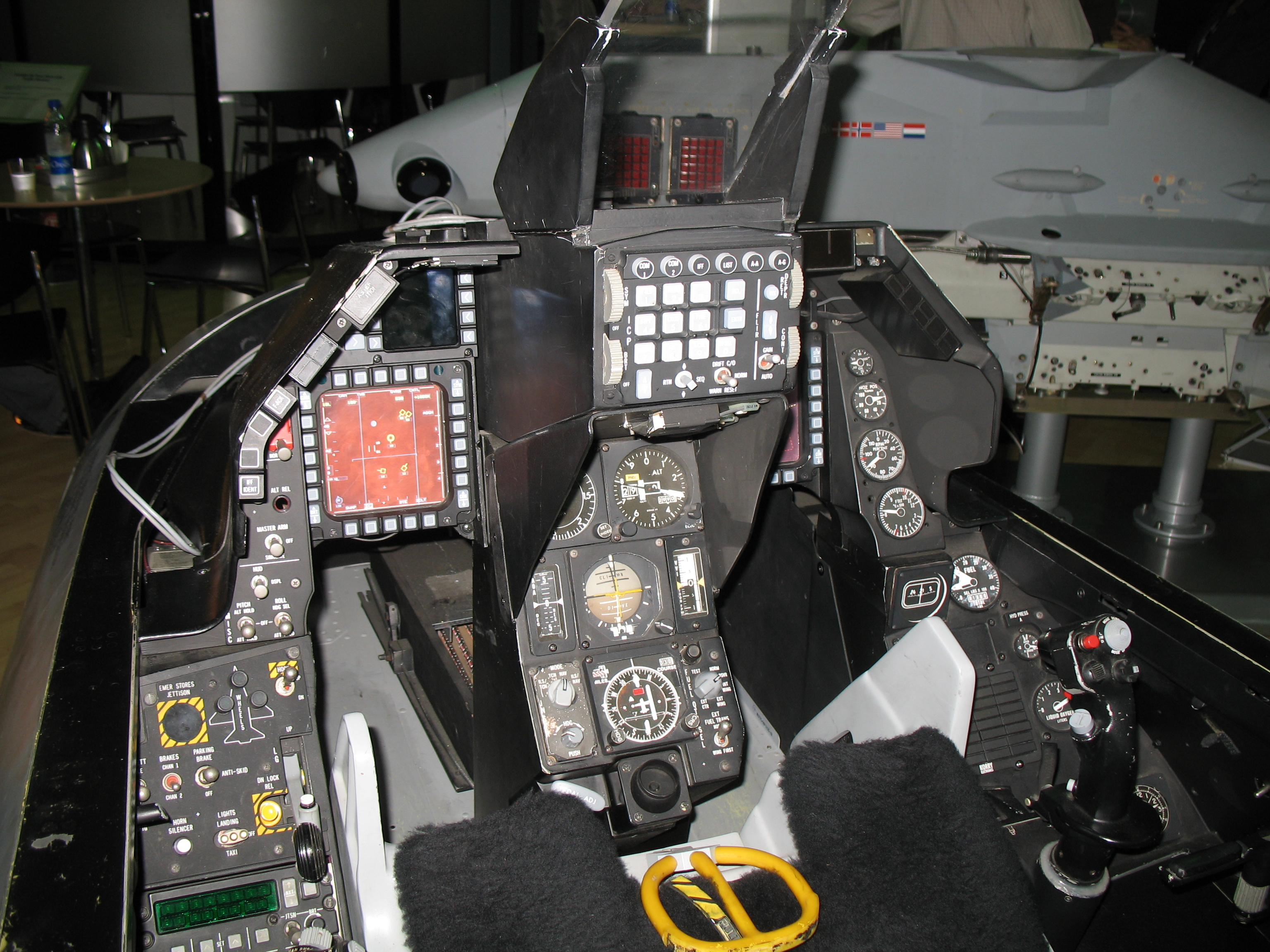
کابین
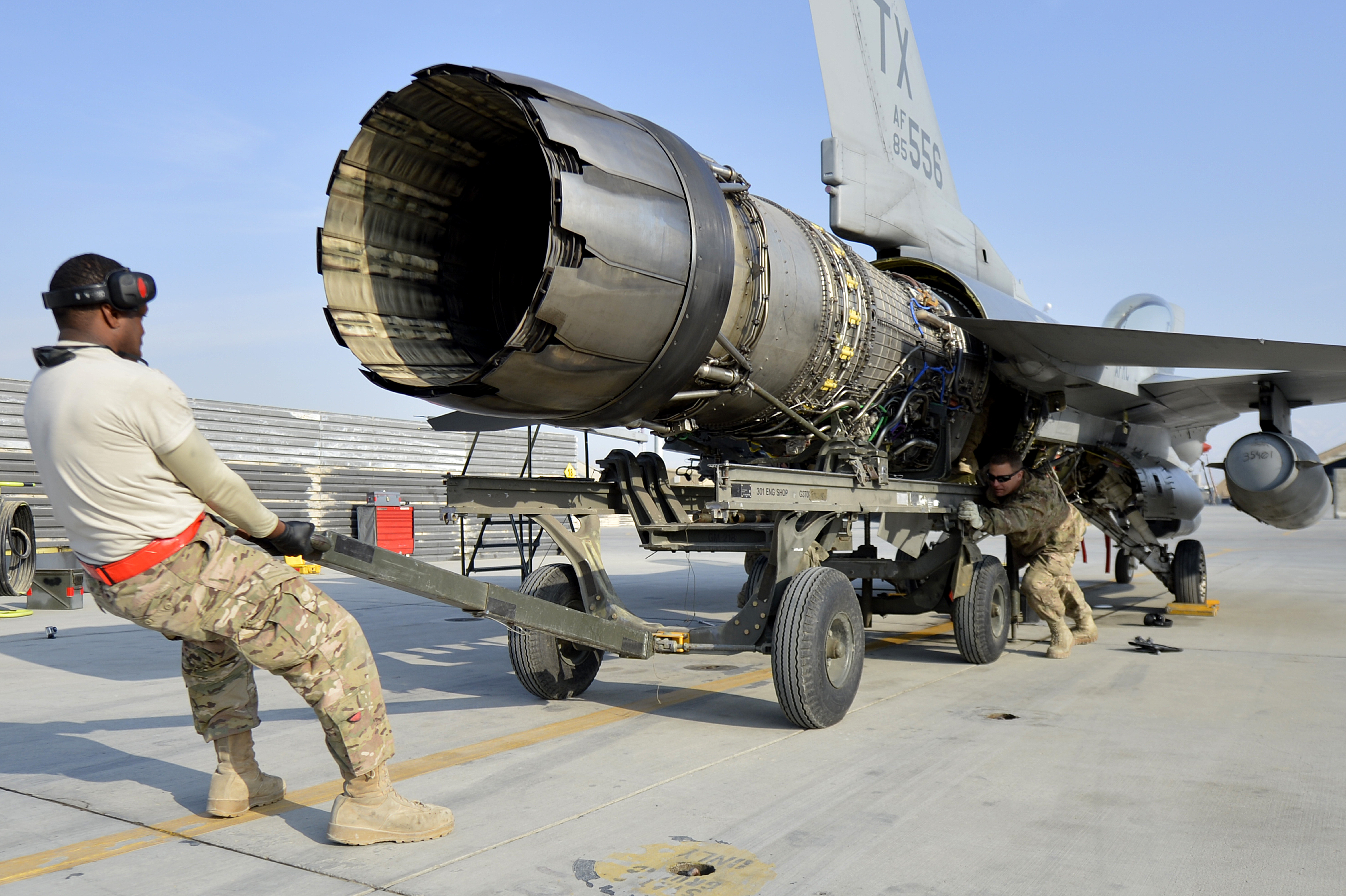
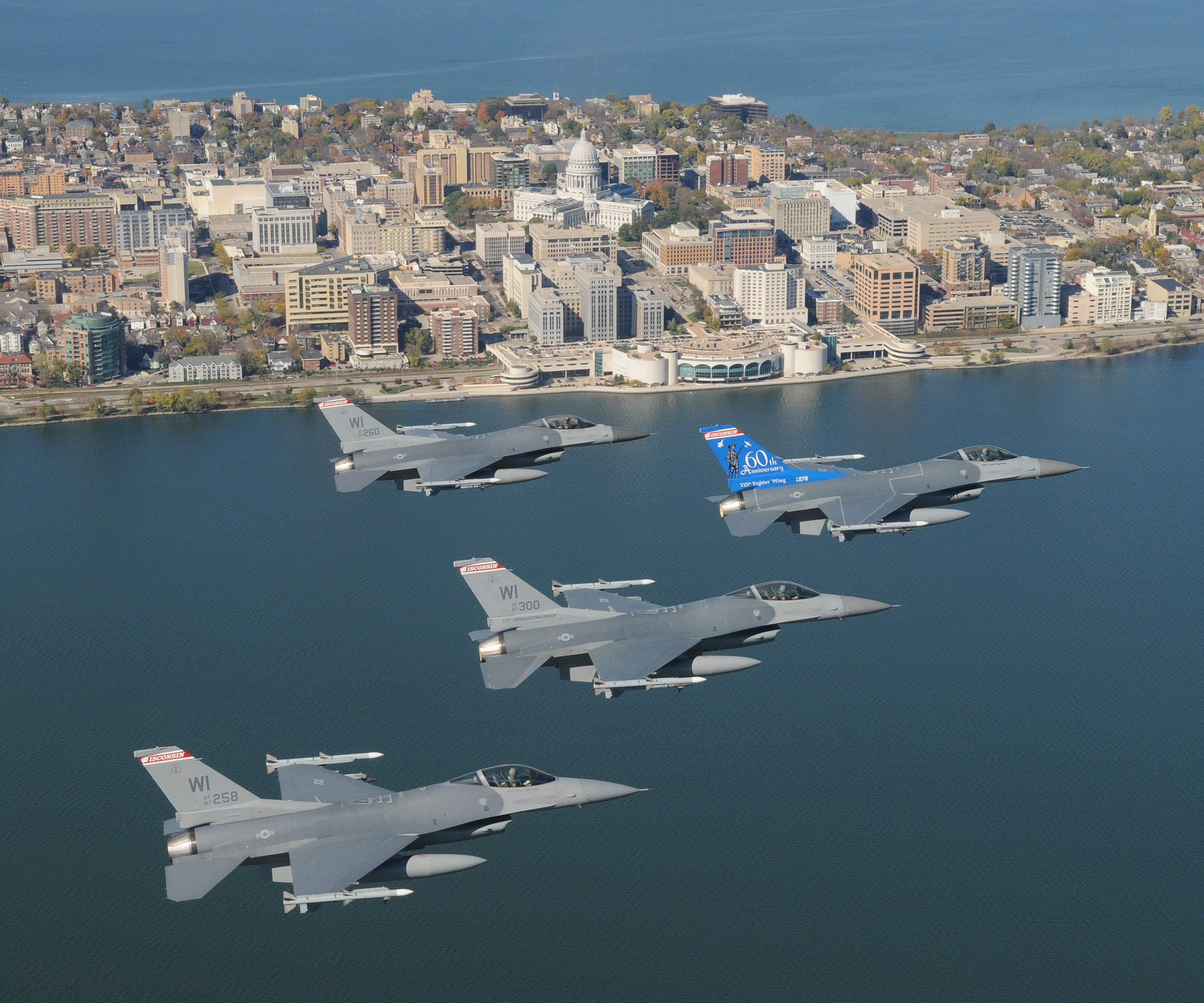
آمریکا، ویسکانسین
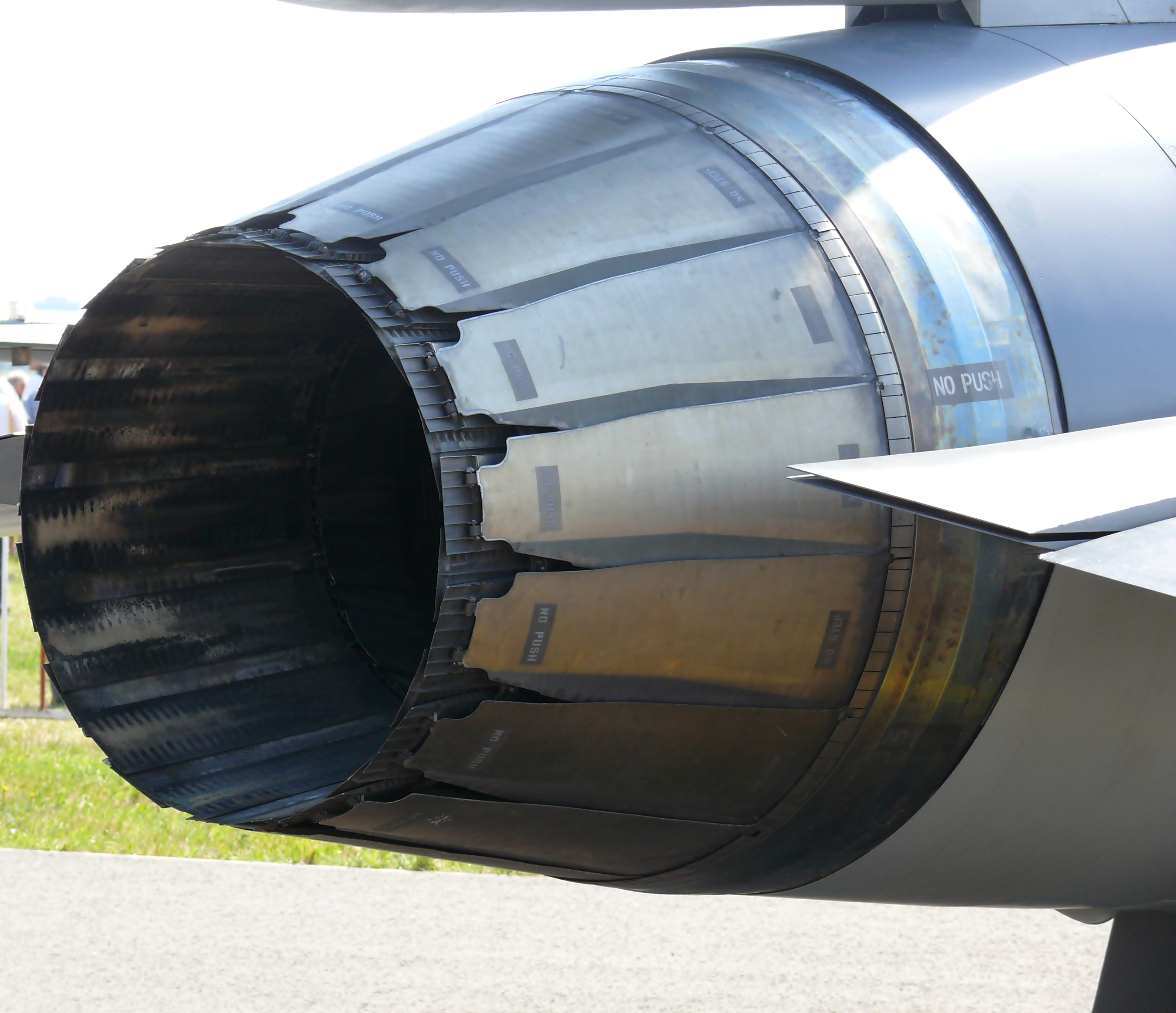
نازل اگزوز قابل تنظیم
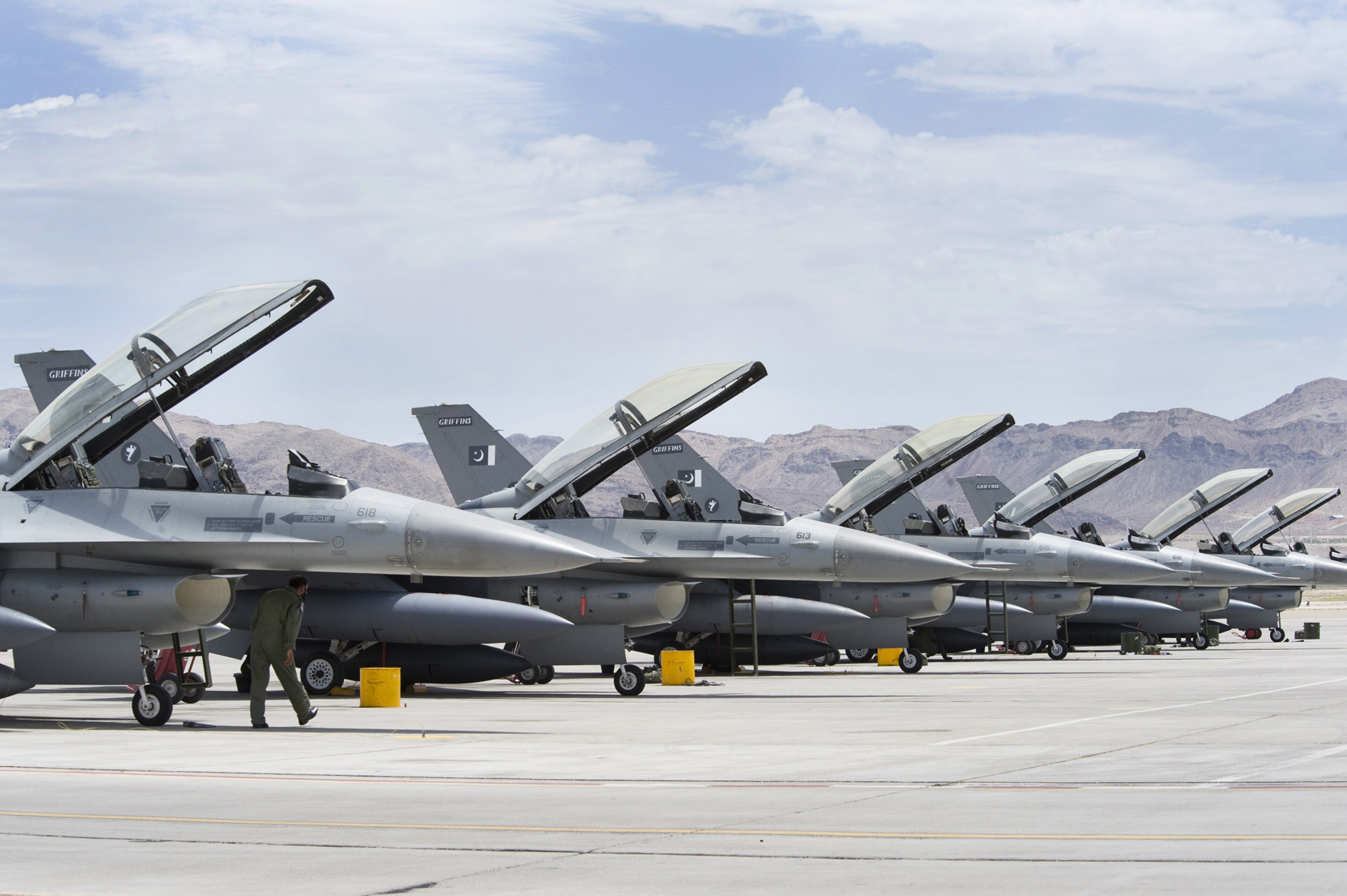
نیروی هوایی پاکستان
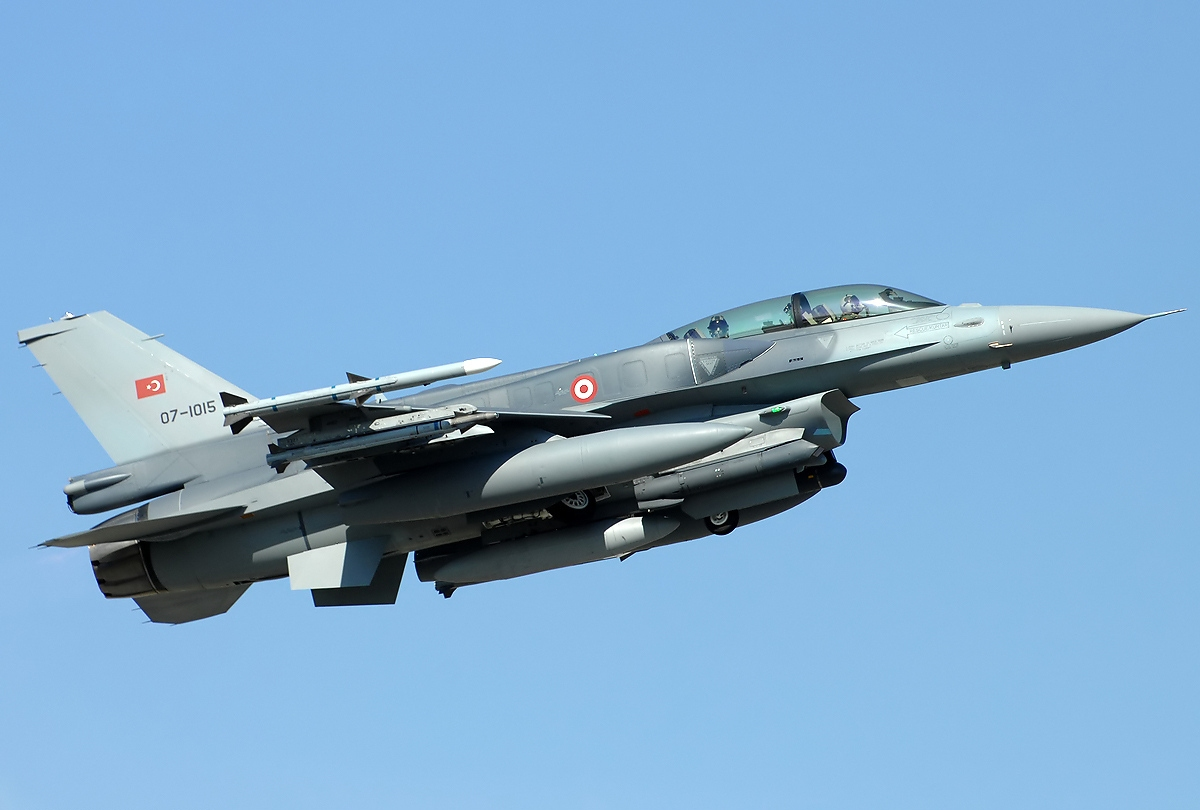
ورژن لاکهید مارتین اف-۱۶.دی نیروی هوایی ترکیه
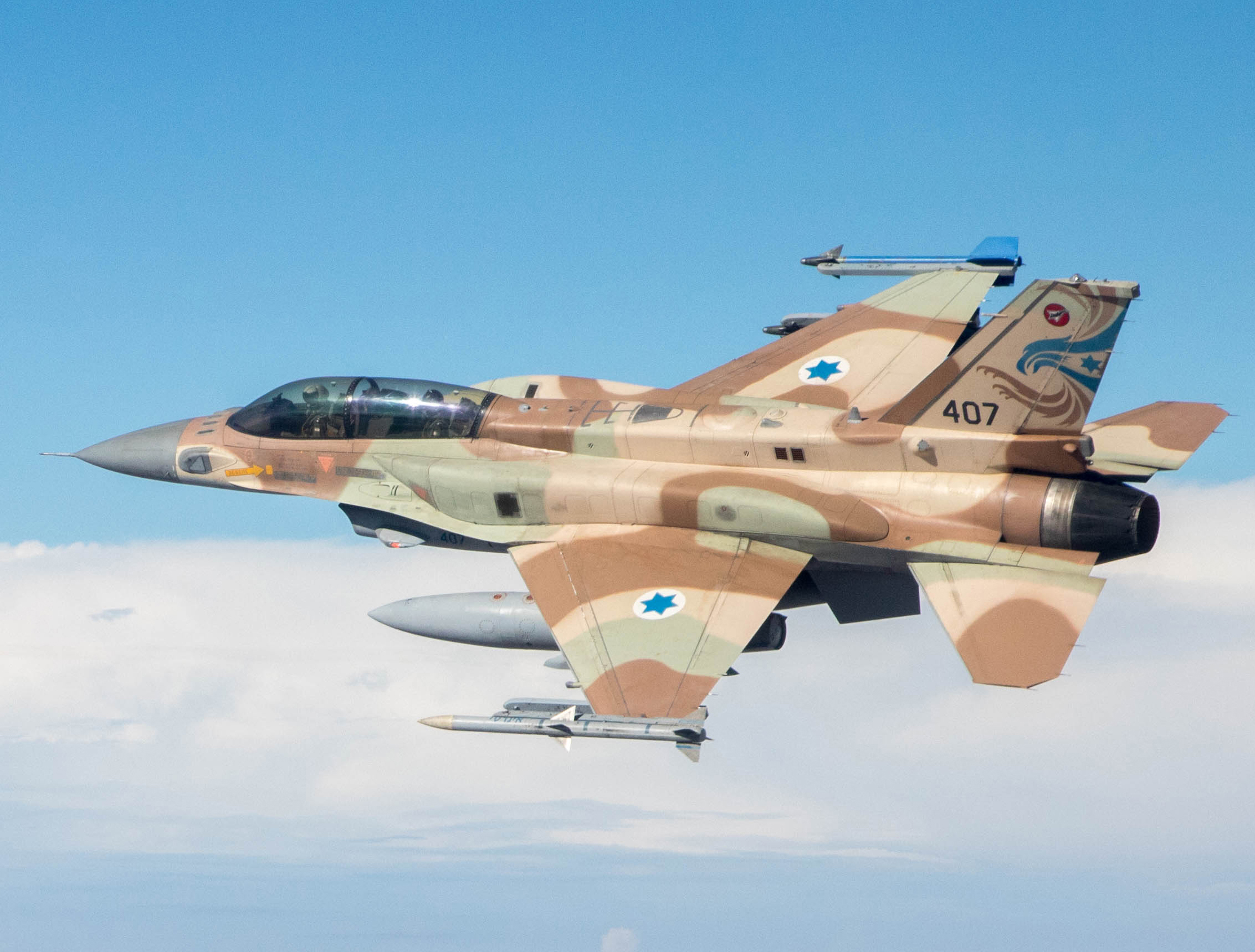
نیروی هوایی اسرائیل
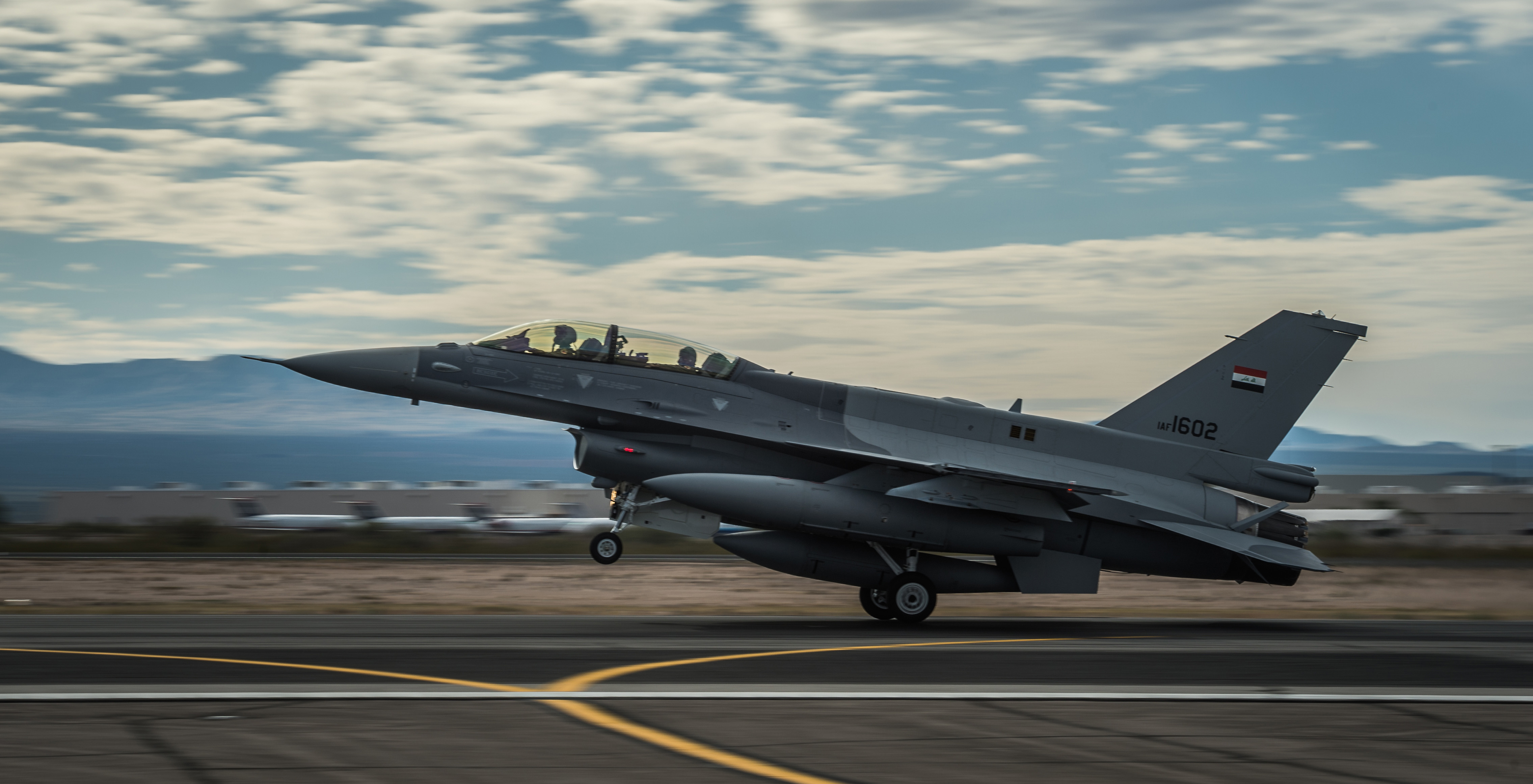
اف-۱۶.آی‌کیو عراقی
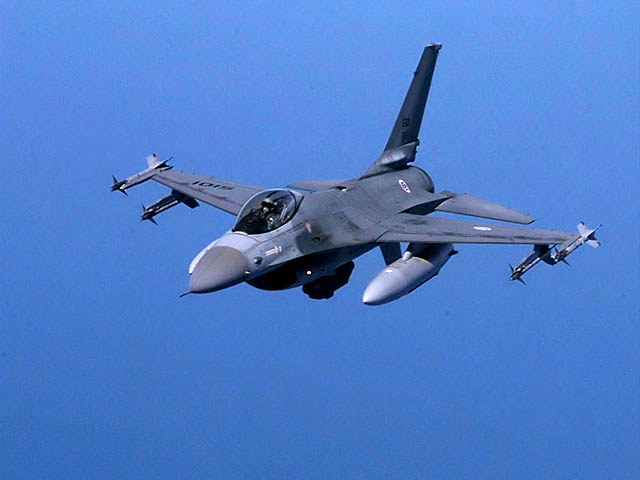
پرتغال
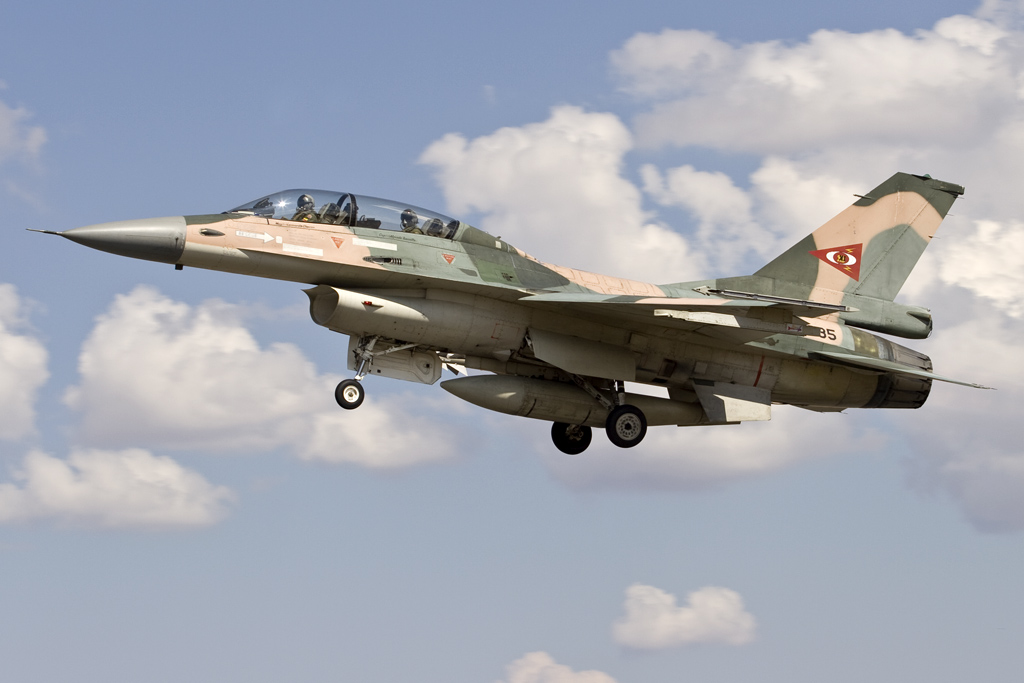
ونزوئلا
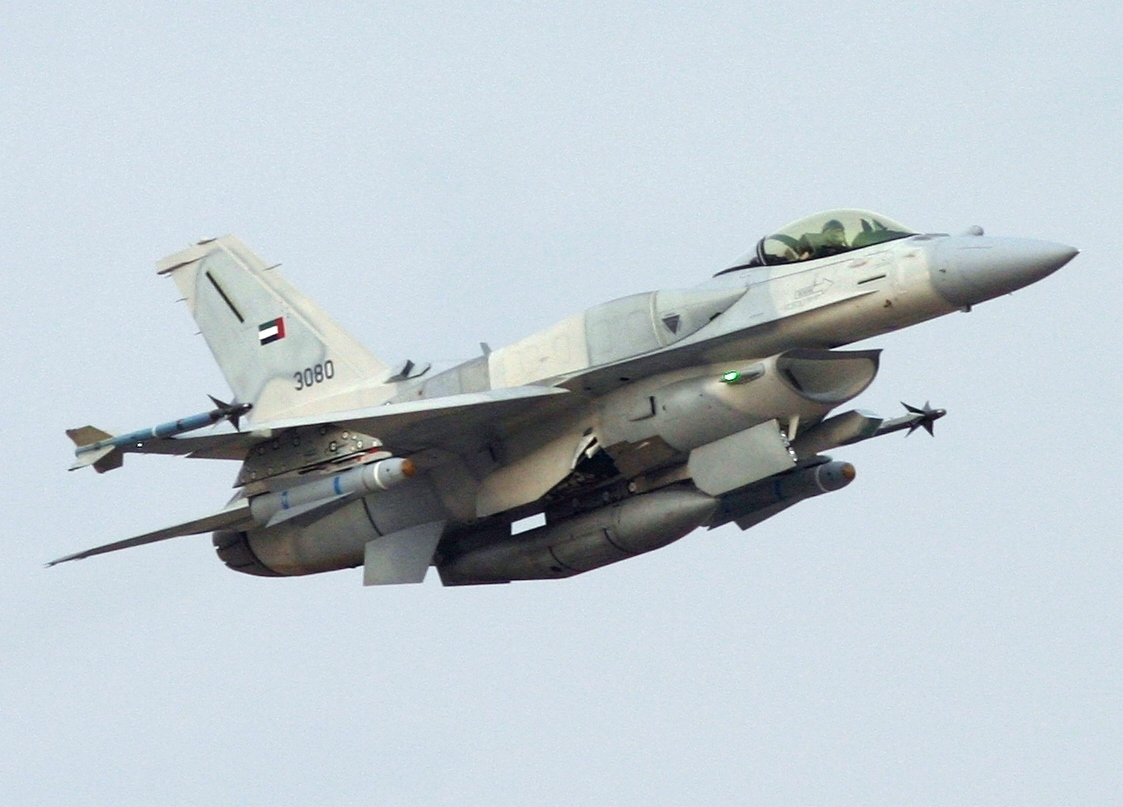
امارات متحده عربی
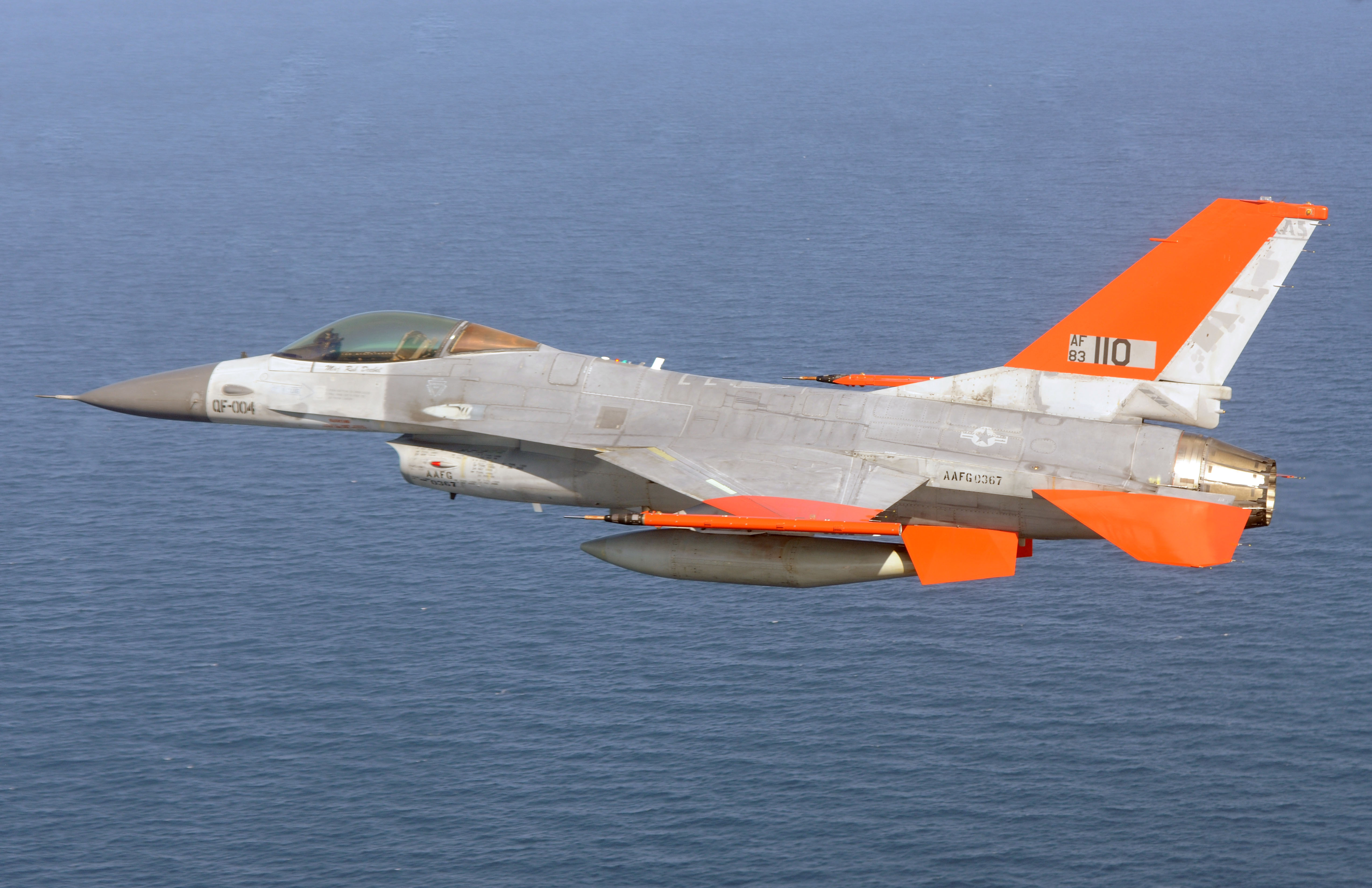
نخستین پرواز اف-۱۶ بدون سرنشین آمریکا بر فراز خلیج مکزیک
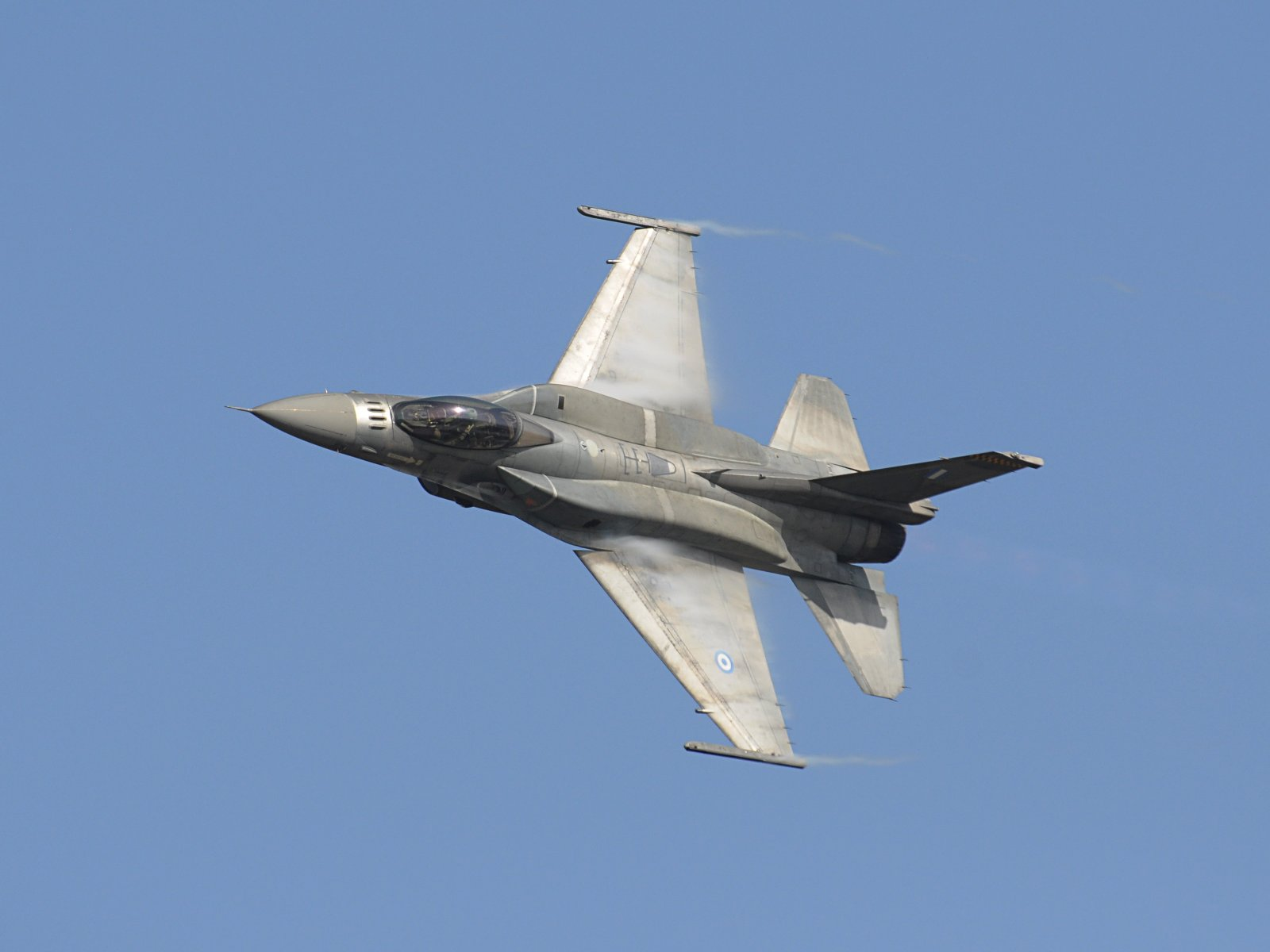
یونان
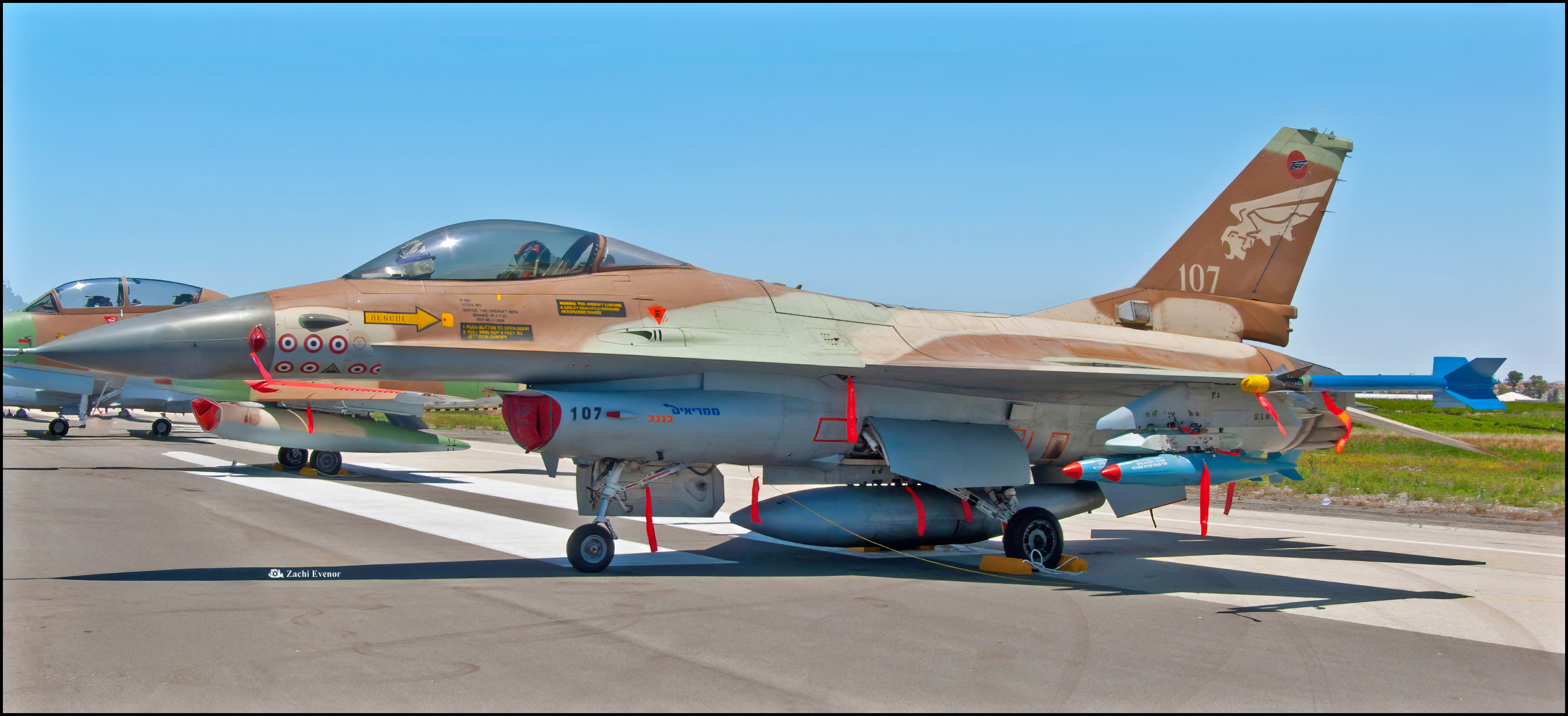
یک اف-۱۶ای نیروی هوایی اسرائیل که در عملیات اپرا برای نابودی رآکتور اتمی عراق شرکت داشت]]
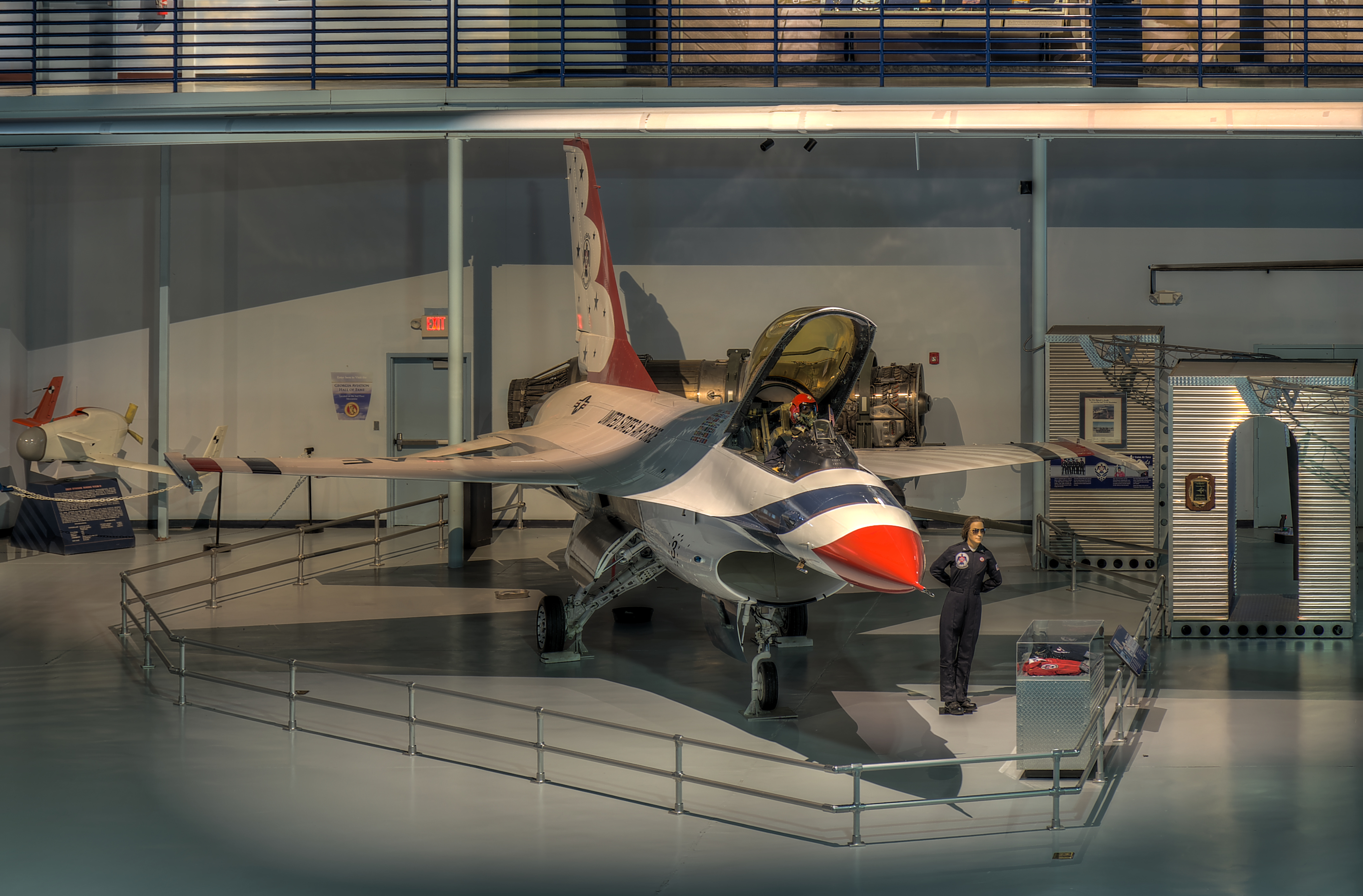
موزه‌ای در آمریکا
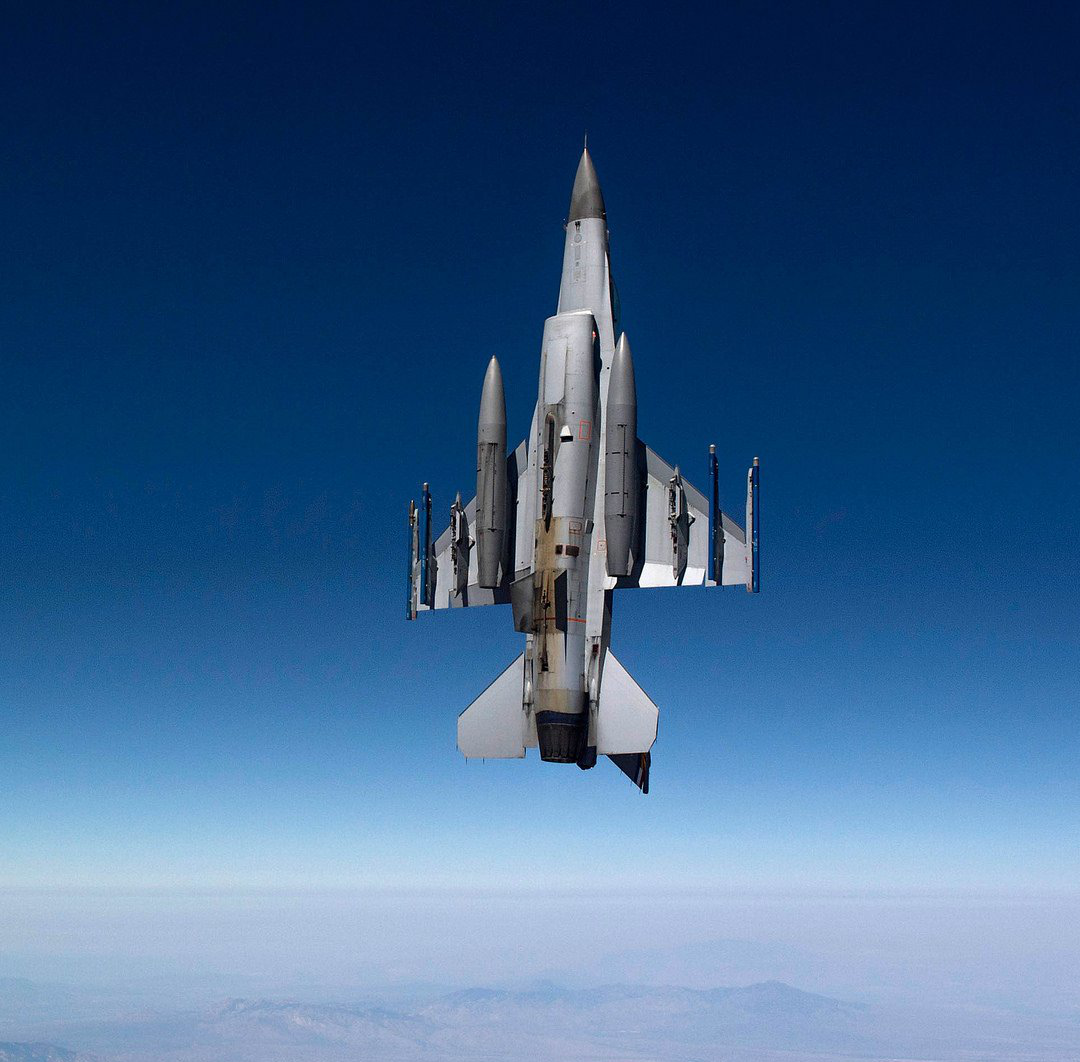
اف-۱۶ درحال صعود عمودی
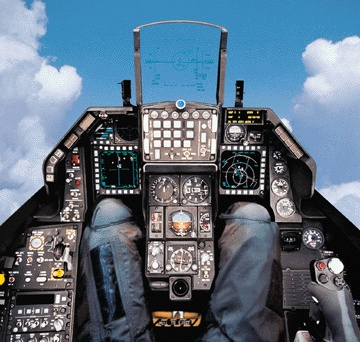
کابین اف-۱۶-سی
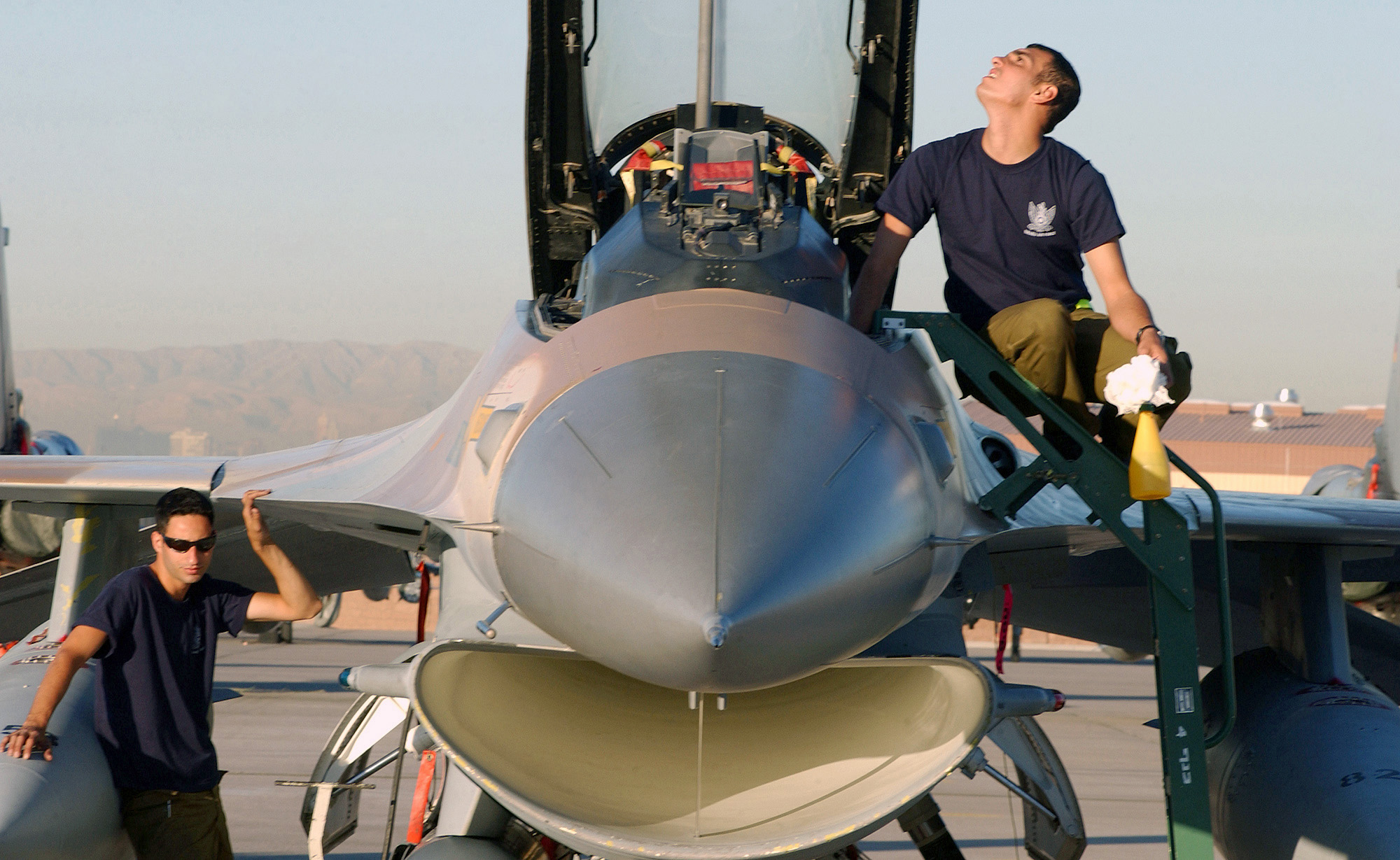
نیروی هوایی اسرائیل
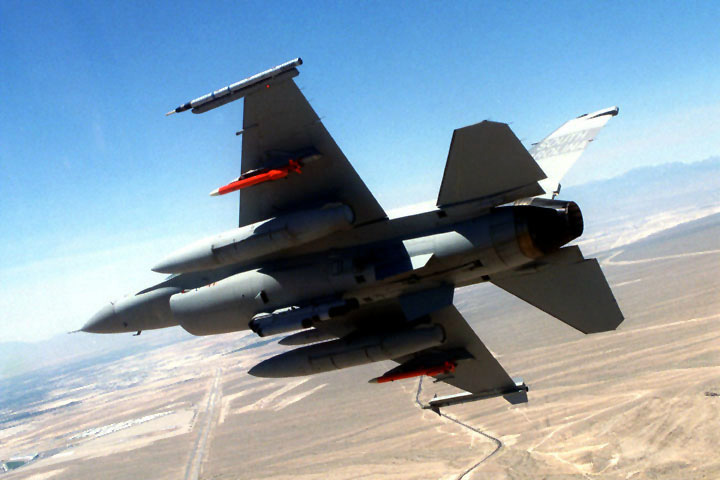
درحال حمل مالد (ADM-160 MALD)
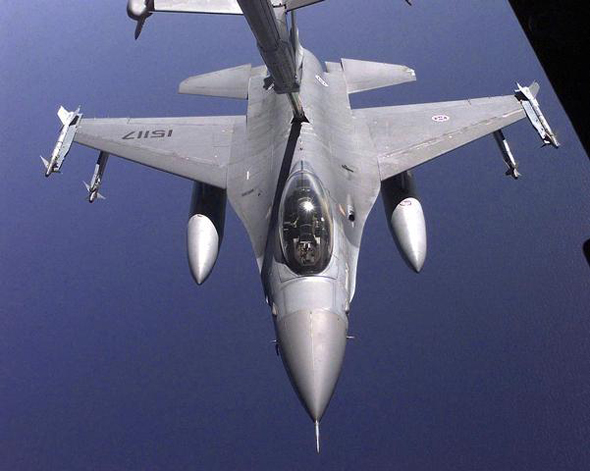
نیروی هوایی آمریکا درحال سوخت‌گیری هوایی
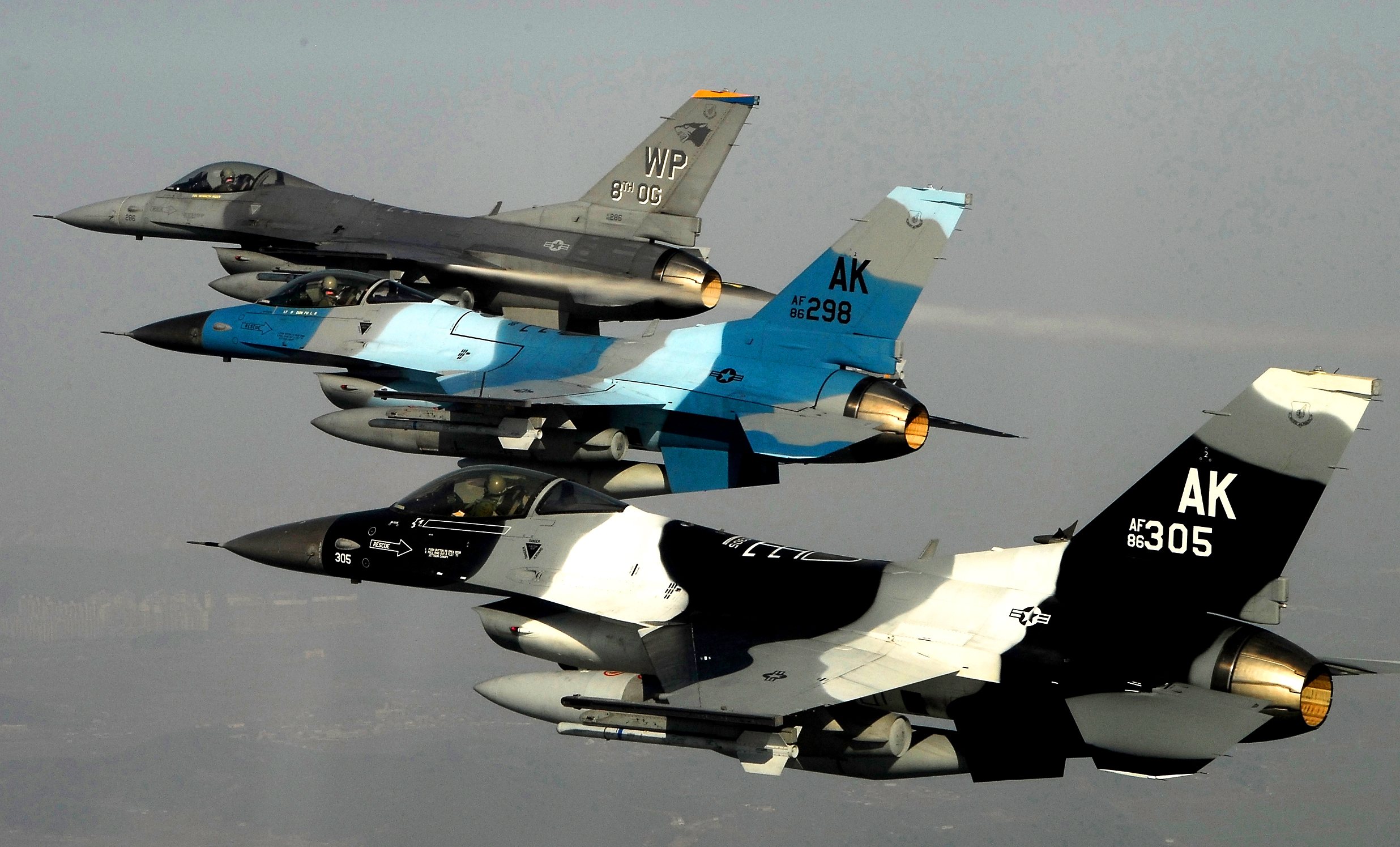
اف-۱۶ کره جنوبی
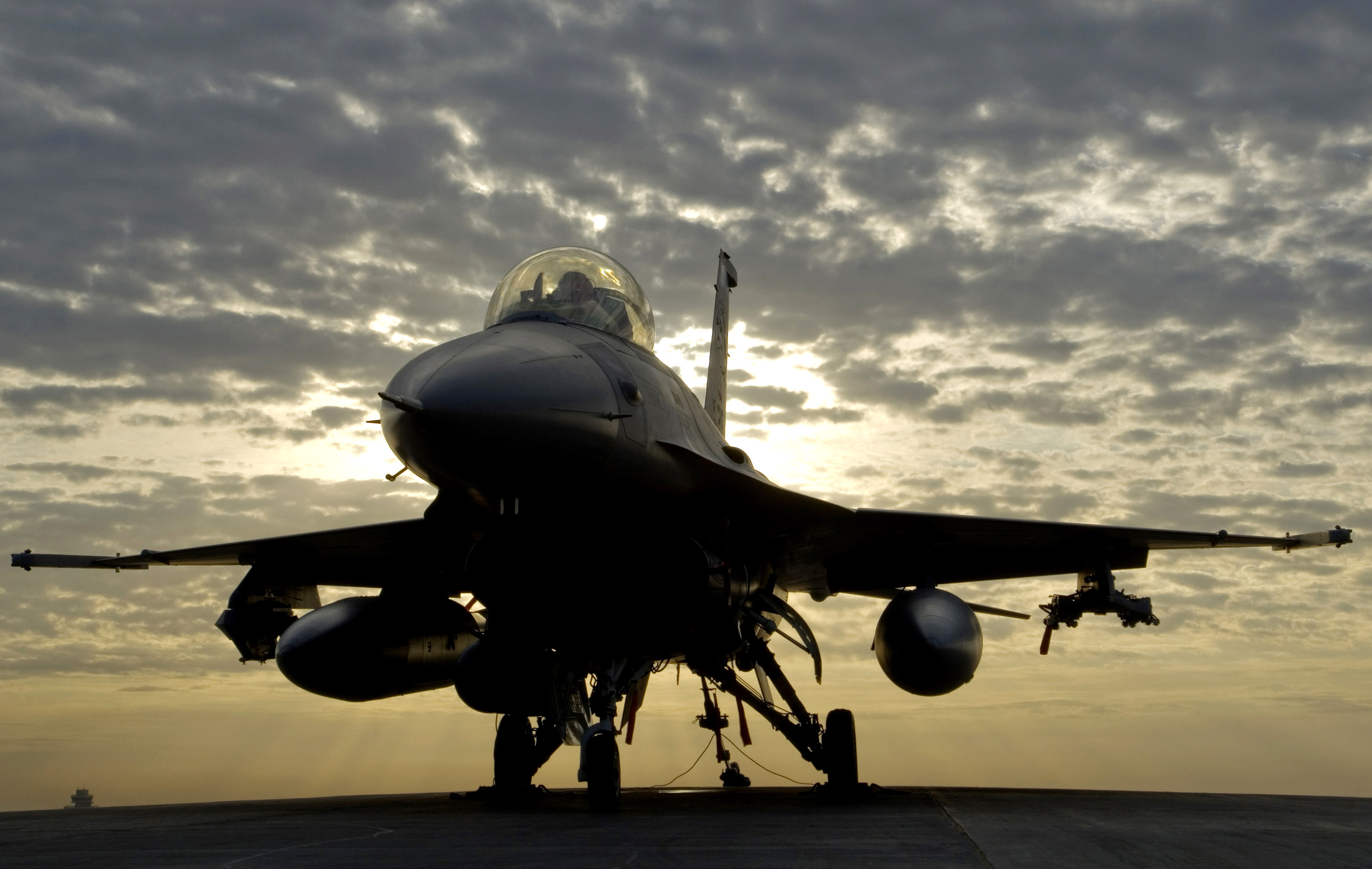
نیروی هوایی آمریکا در عراق سال ۲۰۰۸
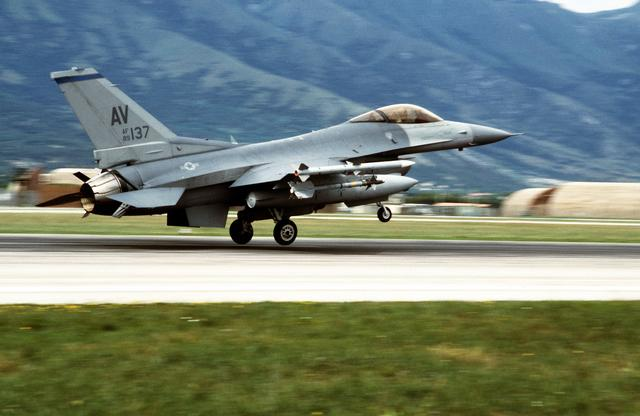
ایتالیا
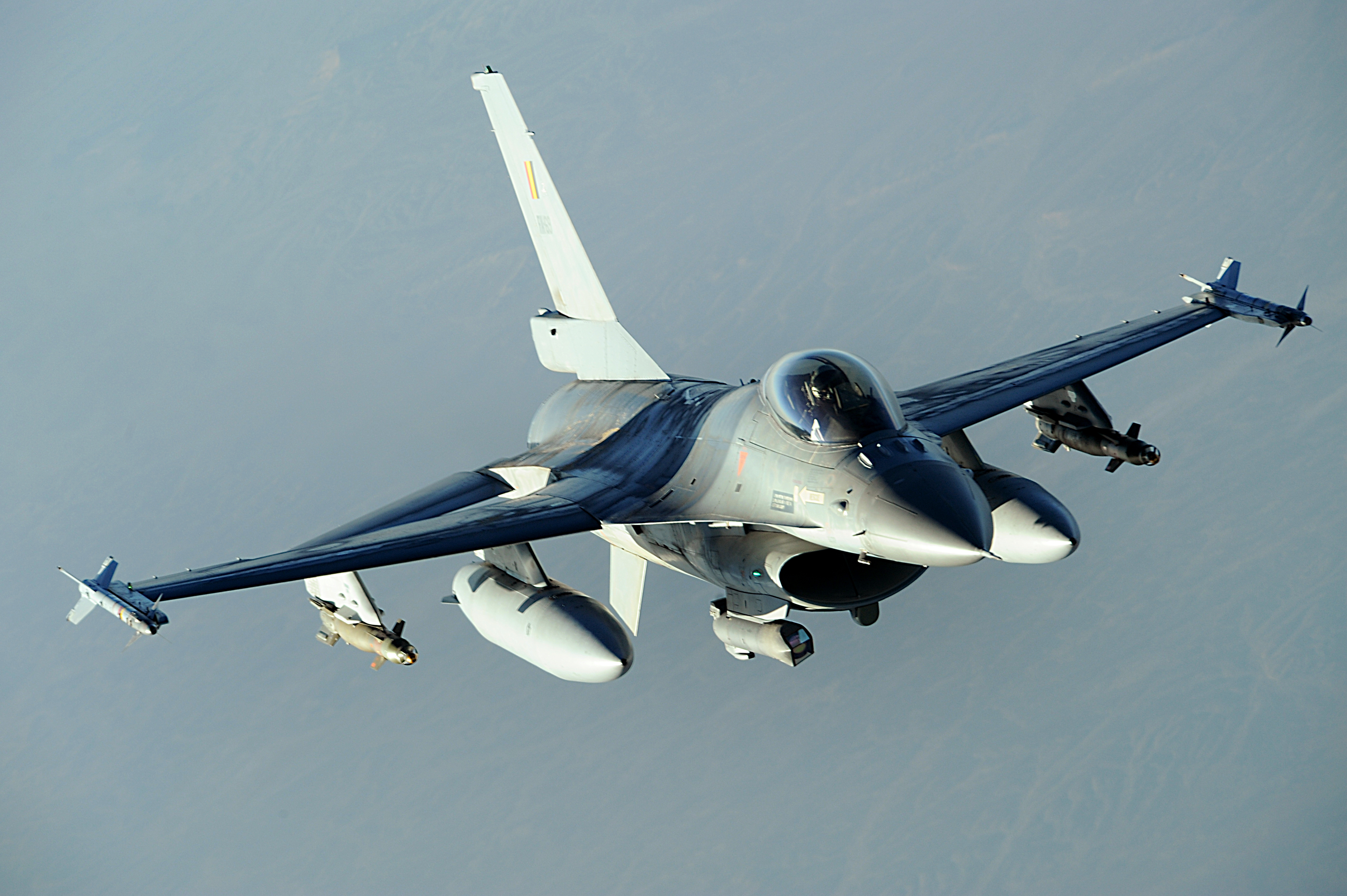
نیروی هوایی بلژیک در افغانستان سال ۲۰۰۸
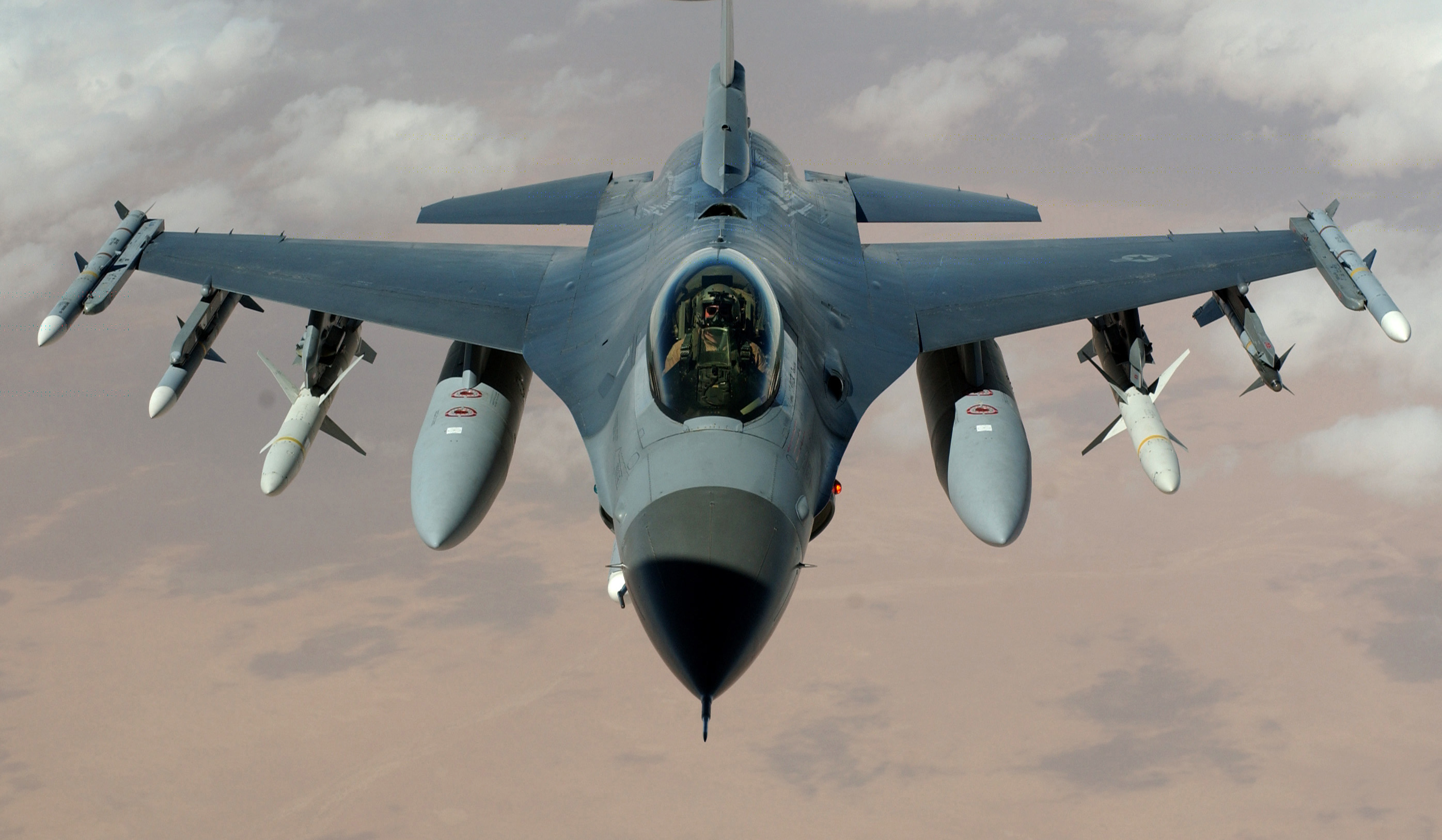
نیروی هوایی آمریکا در عراق سال ۲۰۰۳
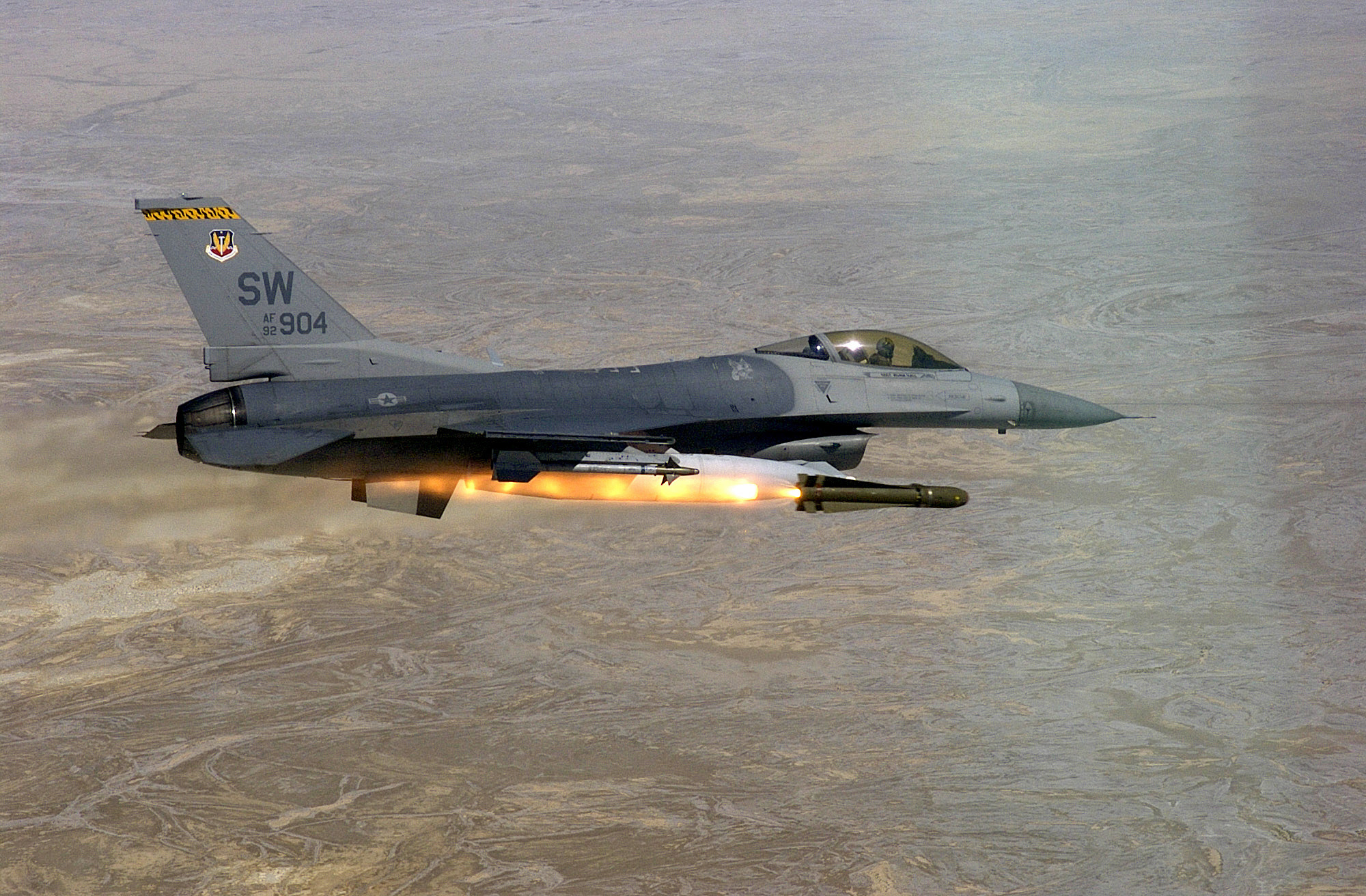
درحال پرتاب موشک ماوریک
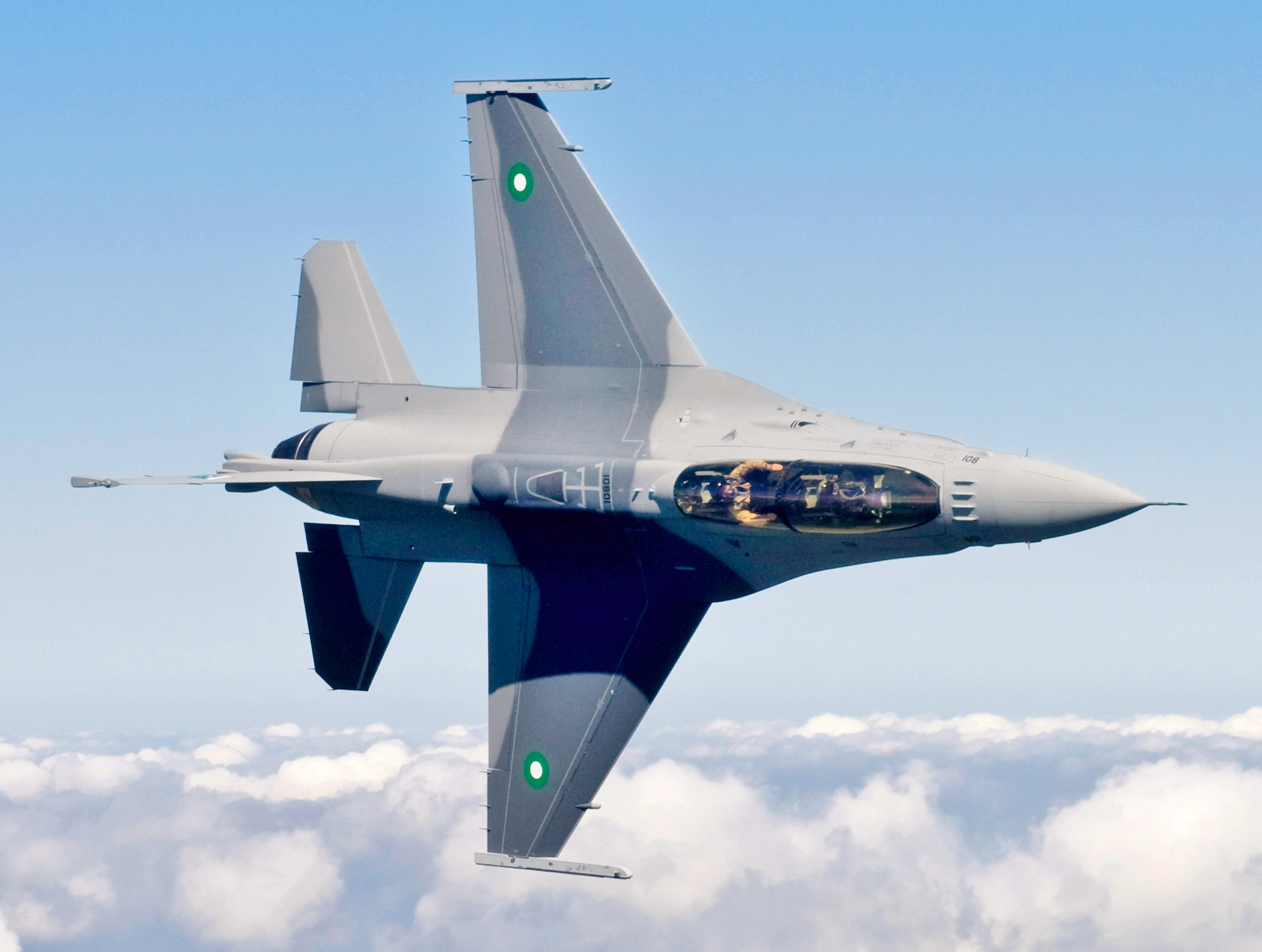
ف-۱۶ بلاک ۵۲+ نیروی هوایی پاکستان از تازه‌ترین مدل‌های اف-۱۶
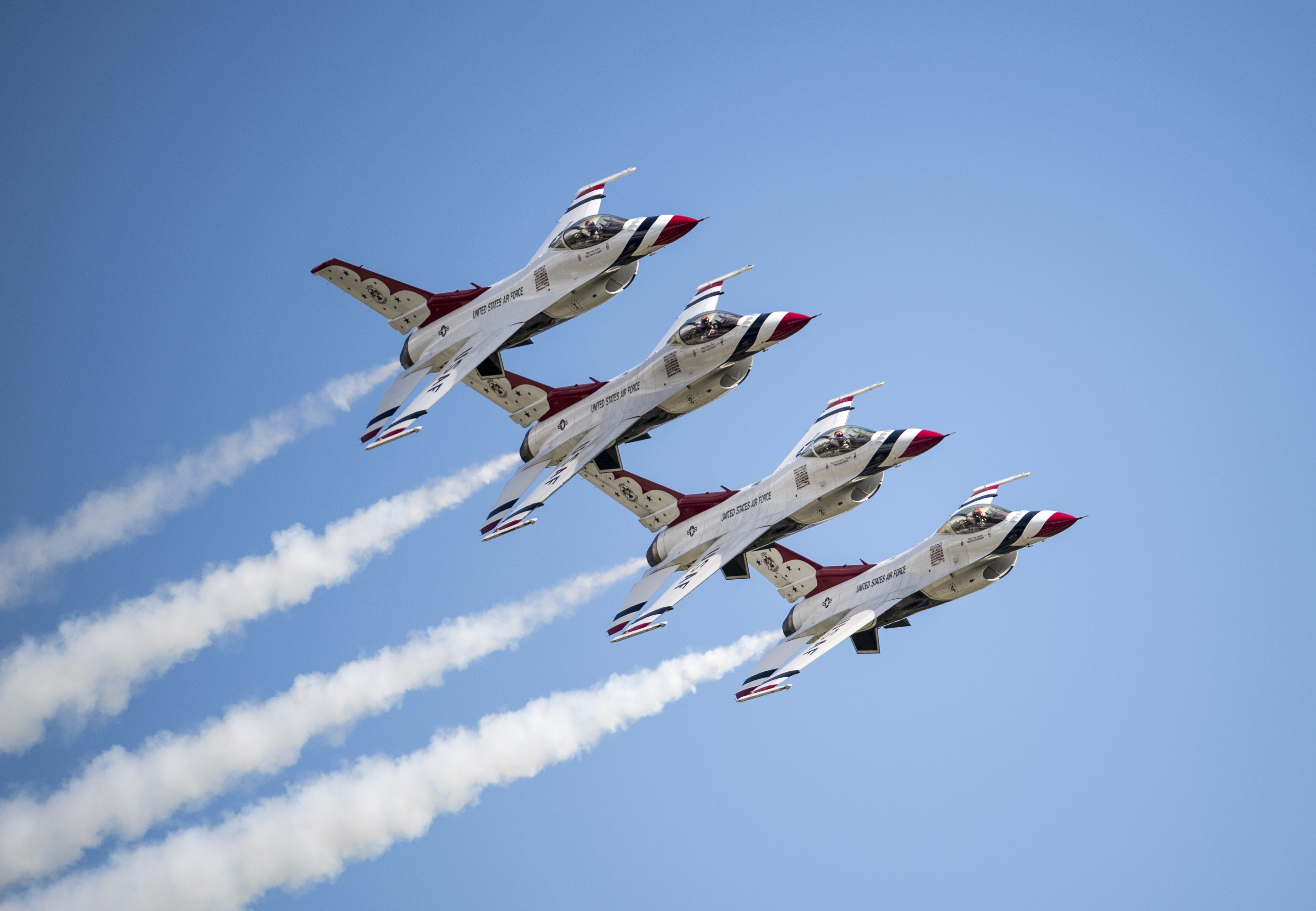
چهار فروند اف-۱۶ فالکن سی تیم آکروجت تاندربردز نیروی هوایی ایالات متحده آمریکا در حال اجرای نمایش هوایی بر فراز پایگاه هوایی پیتسبرگ در پیتسبرگ، پنسیلوانیا